# Mercury Monterey
La Mercury Monterey était une automobile américaine produite par Mercury, filiale de Ford Motor Company destinée au milieu de gamme, entre Ford et Lincoln (automobile). Modèle le plus haut de gamme de la marque de 1952 à 1954, elle est par la suite reléguée au bas de la gamme de 1955 à 1960 et de 1964 à 1974, en dessous des Mercury Montclair et Park Lane puis Marquis. Avec l'apparition des Mercury Comet et Meteor plus compactes, la Monterey est associée aux berlines full size les moins onéreuses.
En 1975, Mercury abandonne le modèle Monterey au profit de la Mercury Marquis, créant à l'occasion la Mercury Grand Marquis plus luxueuse.
Avec un total de 7 850 000 Monterey fabriquées de 1952 à 1974, il s'agit du second modèle du groupe Ford en quantité de production derrière la Ford Model T.

## Genèse

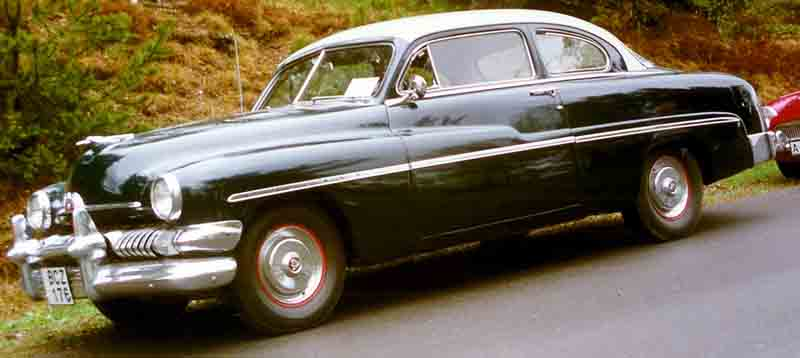
Coupé "Monterey" de 1951.

Le nom "Monterey", évoquant la ville balnéaire de Monterey (en Californie), existait déjà en tant que version plus luxueuse, avec un toit entoilé ou recouvert de vinyle, du coupé deux portes Mercury Eight en 1950 et 1951.
Il s’agissait alors d'une réponse aux premiers hardtops du rival General Motors (Chevrolet Bel Air, Pontiac Catalina, Buick Riviera, Oldsmobile Holiday coupe, Cadillac Coupé de Ville). Ford aura son propre coupé hardtop Victoria en 1951 mais Mercury et Lincoln attendront le changement de modèles l'année suivante.

## 1952-1954
La première génération est mise au point en même temps que les Ford 1952-1954. La gamme Mercury propose pour la première fois deux modèles distincts : la Monterey, la plus luxueuse, et la Custom : dérivée de ce modèle mais moins luxueuse. La Monterey porte également le nom de Special Custom dans les brochures,,.

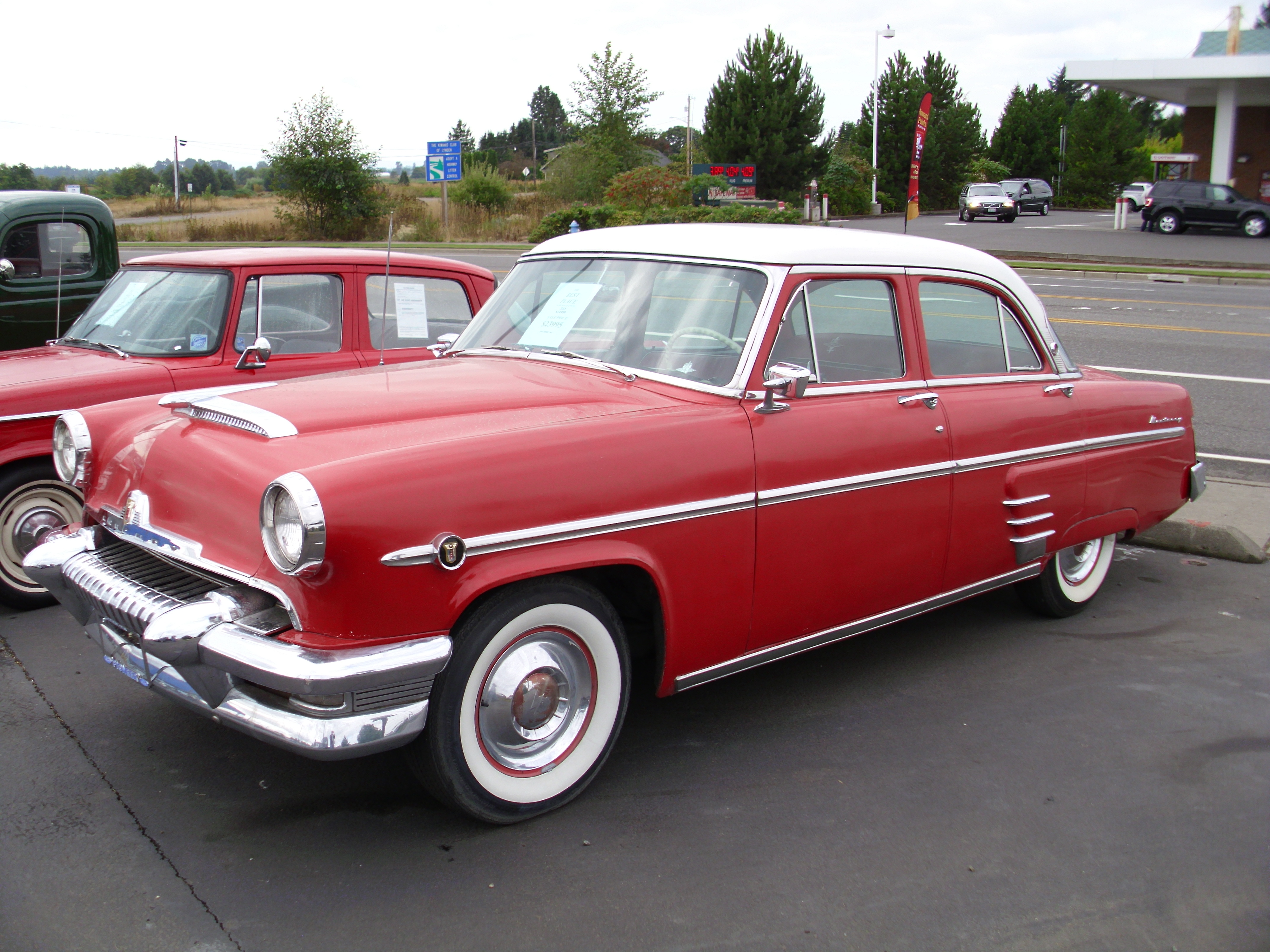
L'aspect des Mercury de 1952 à 1954…

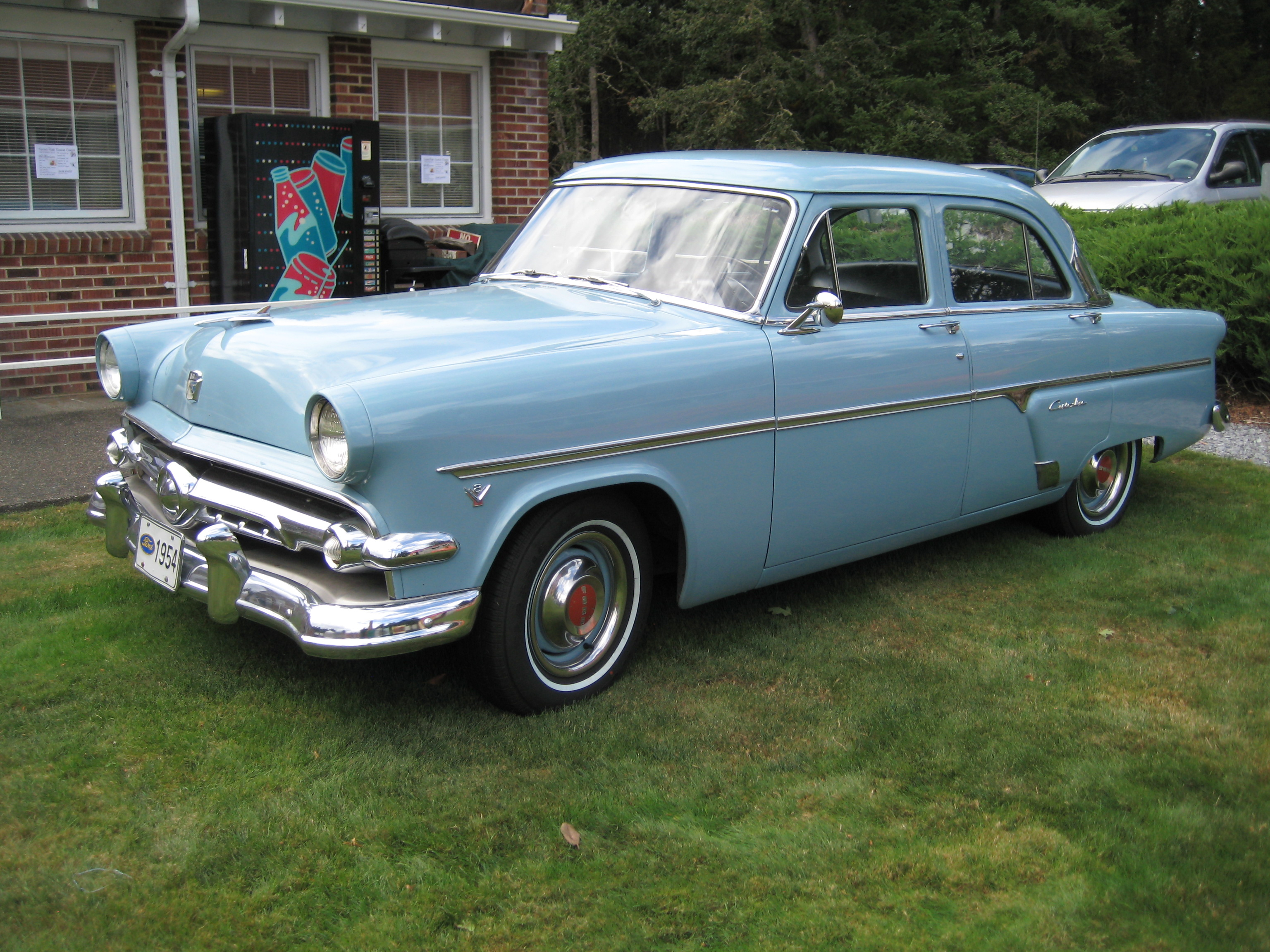
…se rapproche fortement de celui des modèles Ford.

Les versions suivantes sont proposées,,, :
- Berline quatre portes (Custom et Monterey) ;
- Berline deux portes (Custom uniquement) ;
- Break quatre portes (Custom en 1952, Monterey par la suite) ;
- Coupé hardtop (Custom et Monterey) ;
- Coupé cabriolet (Monterey seulement).

### 1952
Année d'introduction des nouvelles carrosseries en 5 variantes qui resteront globalement inchangées jusqu'en 1954 et sont assez proches des Fords contemporaines. Les dimensions de la carrosserie et des vitrages sont plus généreux que sur les Mercury antérieures, malgré l'empattement du châssis —  118 pouces (2,997 m) — qui était déjà celui de l'ancien châssis. Le style est allégé et le pare-brise n'a plus de montant central. Extérieurement, les Monterey se distinguent des Custom par la présence d'une bande chromée courant en bas de caisse et du marquage "Monterey" sur l'aile arrière (les Custom ont l'inscription "Mercury" à cet emplacement). La calandre consiste en une large ouverture sans grille surmontant un épais pare-chocs avec une seconde prise d'air interrompue par sept barres chromées.
Le moteur de toutes les Mercury 1952 et 1953 est une version de 255 pouces cubes (4,2 l) du V8 « Flathead » qui produit 125 ch, contre 110 pour la version de moindre cylindrée qui équipait les automobiles Mercury et camions Ford depuis 1948.

### 1953
Les intérieurs et extérieurs sont légèrement redessinés et le style évolue avec des « rails » plus hauts au centre de la calandre et une large bande chromée sur les flancs de chaque version et un motif en Z désormais discontinu sur les ailes arrière qui portent désormais toutes un marquage « Mercury ». Les Monterey, sauf les breaks, ont toujours une bande chromée en bas de caisse et le lettrage est désormais positionné en avant de la première portière avec un logo supplémentaire.

### 1954
La nouveauté majeure est le remplacement du moteur V8 « Flathead » remontant aux années 1930 par un nouveau V8 « Y block » à soupapes en tête atteignant désormais 161 ch. Son volume total est pratiquement inchangé 256 pouces cubes, soit 4,2 l de cylindrée. En plus du coupé hardtop, un coupé Sun Valley au toit vitré en plastique teinté apparaît au catalogue sous le nom de "Sun Valley".
L'extérieur évolue avec une nouvelle calandre où la barre centrale est plus haute et interrompue par 15 traits en son centre. Les flancs sont plus dépouillés, le lettrage sur les ailes arrière migre par-dessus le jonc chromé et le marquage « Monterey » y refait son apparition ; sur ces dernières, un badge rond en avant de la roue remplace celui le long du capot.

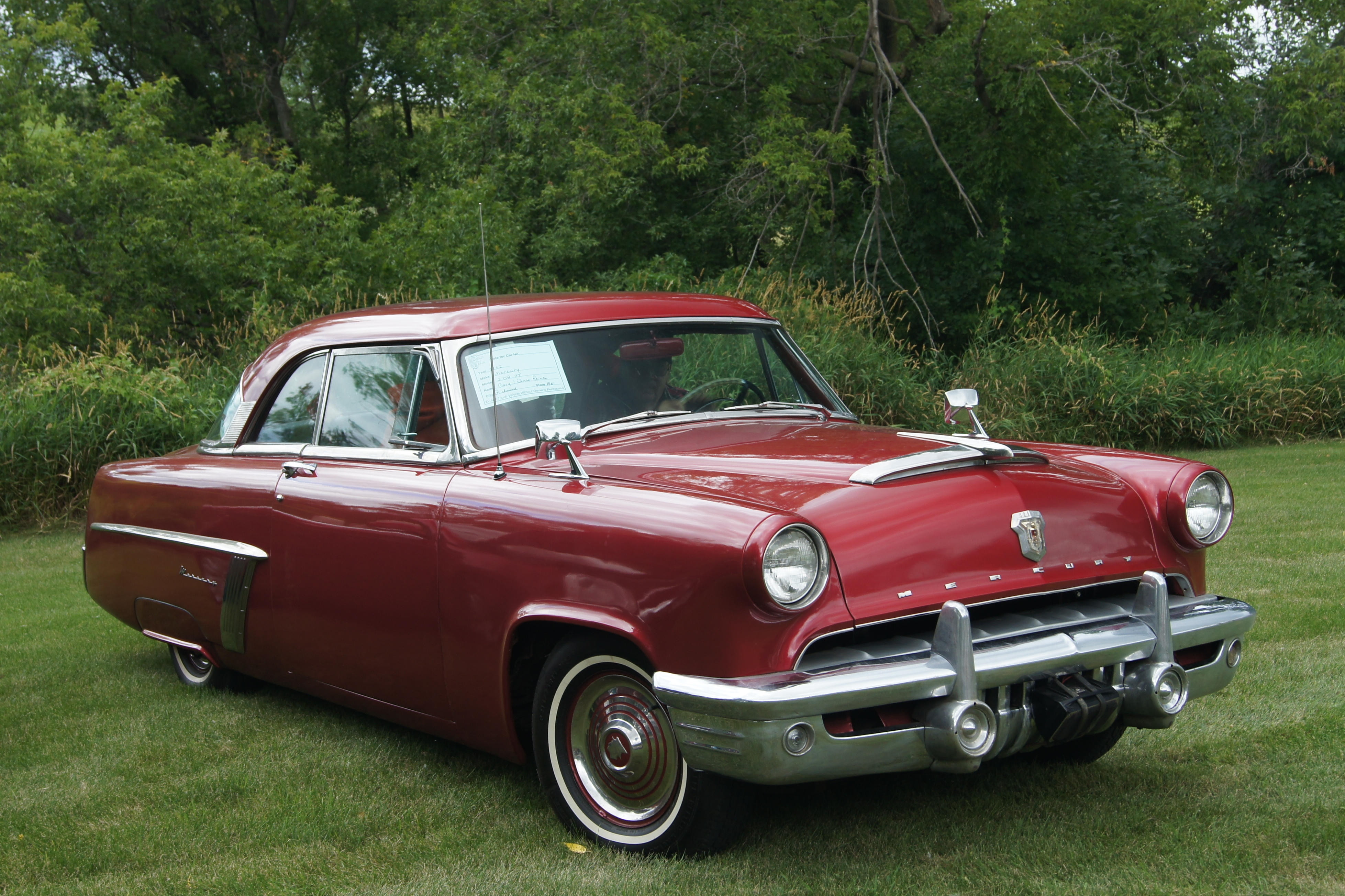
Coupé hardtop Custom de 1952.
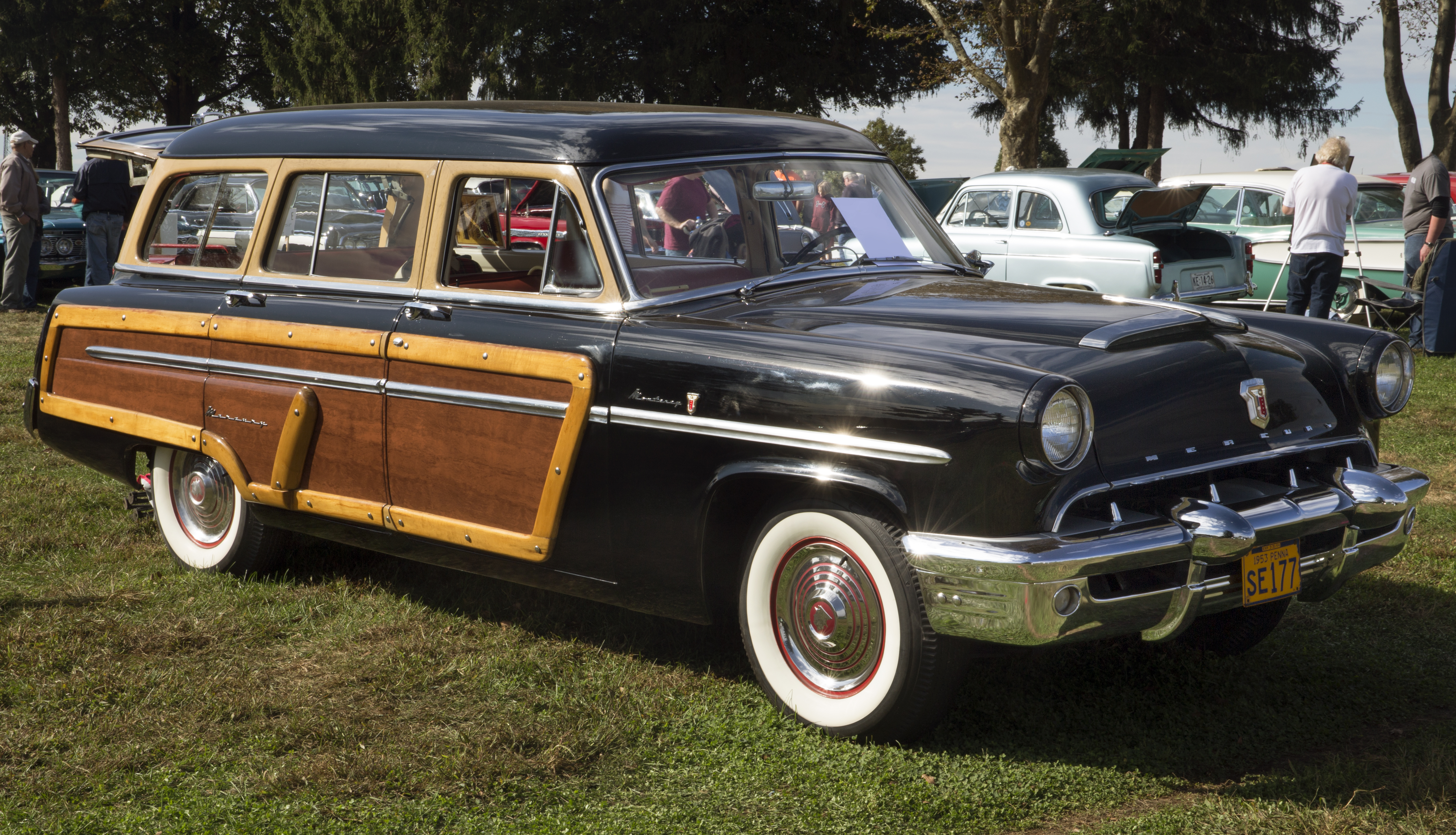
Break Monterey woody de 1953.
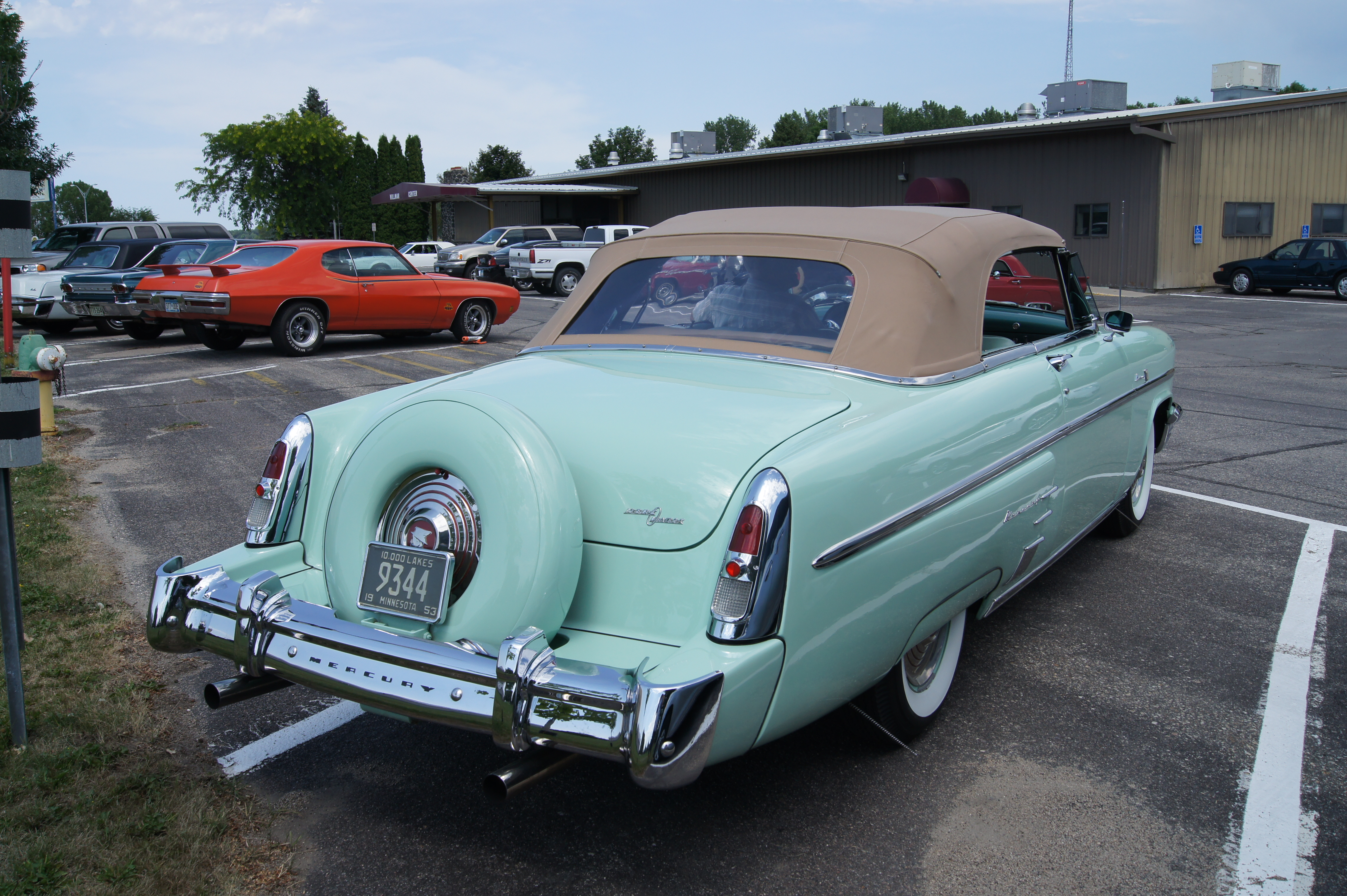
Cabriolet de 1953. La roue de secours "Continental kit" et l'extension de pare-chocs proviennent d'un accessoiriste.
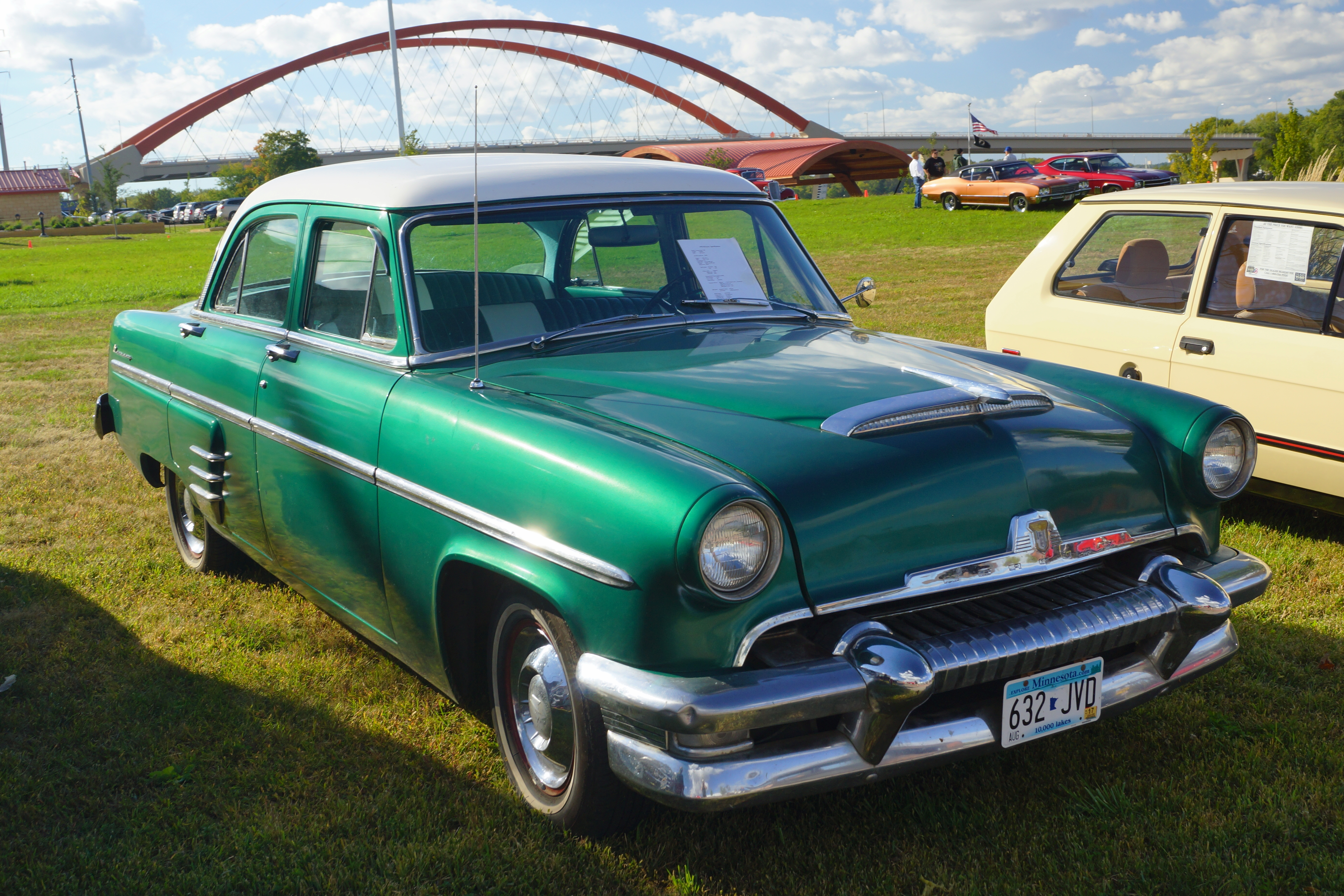
Berline Custom quatre portes de 1954.
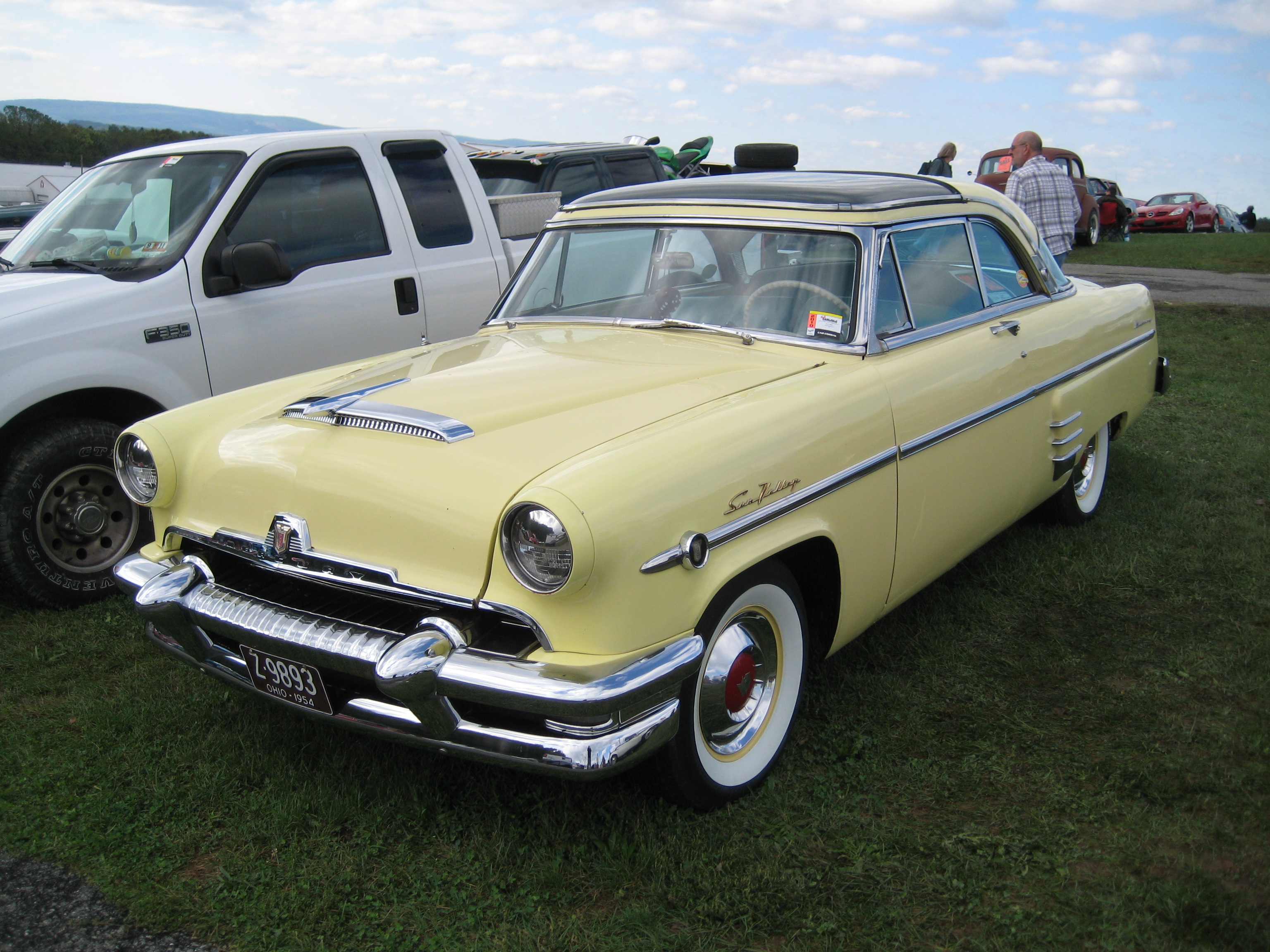
Monterey Sun Valley à toit vitré.

## 1955-1956
Les Mercury sont redessinées en même temps que les Ford 1955-1956, le châssis des Mercury a un empattement plus long d'un pouse. Monterey devient le nom d'une gamme intermédiaire au-dessus de la Custom mais surplombée par la Mercury Montclair, un nouveau modèle aux carrosseries différentes. Le moteur est déjà remplacé par un autre V8 "Y block" en deux versions différentes passant à 4,8 l. La version de base pour les Custom et Monterey culmine à 185 ch et il est possible d'obtenir en option une version de 195 ch venant de la Ford Thunderbird et Mercury Montclair au taux de compression de 8.5 au lieu de 7.8 et seulement disponible avec la boîte automatique, appelée Merc-o-Matic ; la gamme des motorisations et carrosseries s'élargira en 1956.

### 1955
Année de lancement pour les nouvelles Monterey et Custom qui partagent les carrosseries berline quatre portes et coupé deux portes. Le seul break disponible l'est dans la gamme Monterey tandis que la Custom est la seule à proposer une berline deux portes. La calandre plus massive intègre le pare-chocs avant et est surmontée par 25 dents. L'année se termine avec 104 667 Monterey assemblées, contre près de 60 000 Custom et 150 000 Montclair.

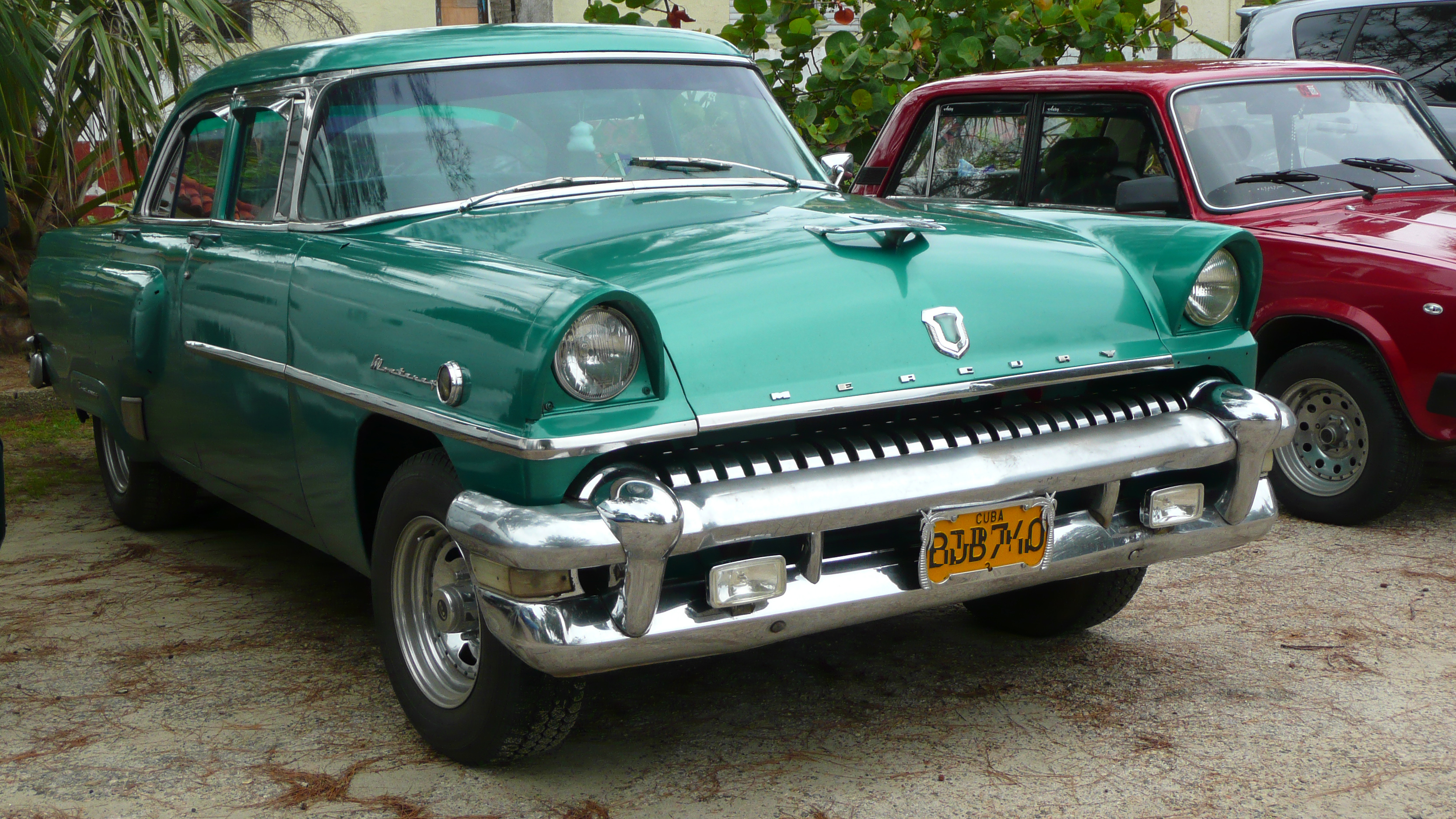
Berline Monterey à Cuba.
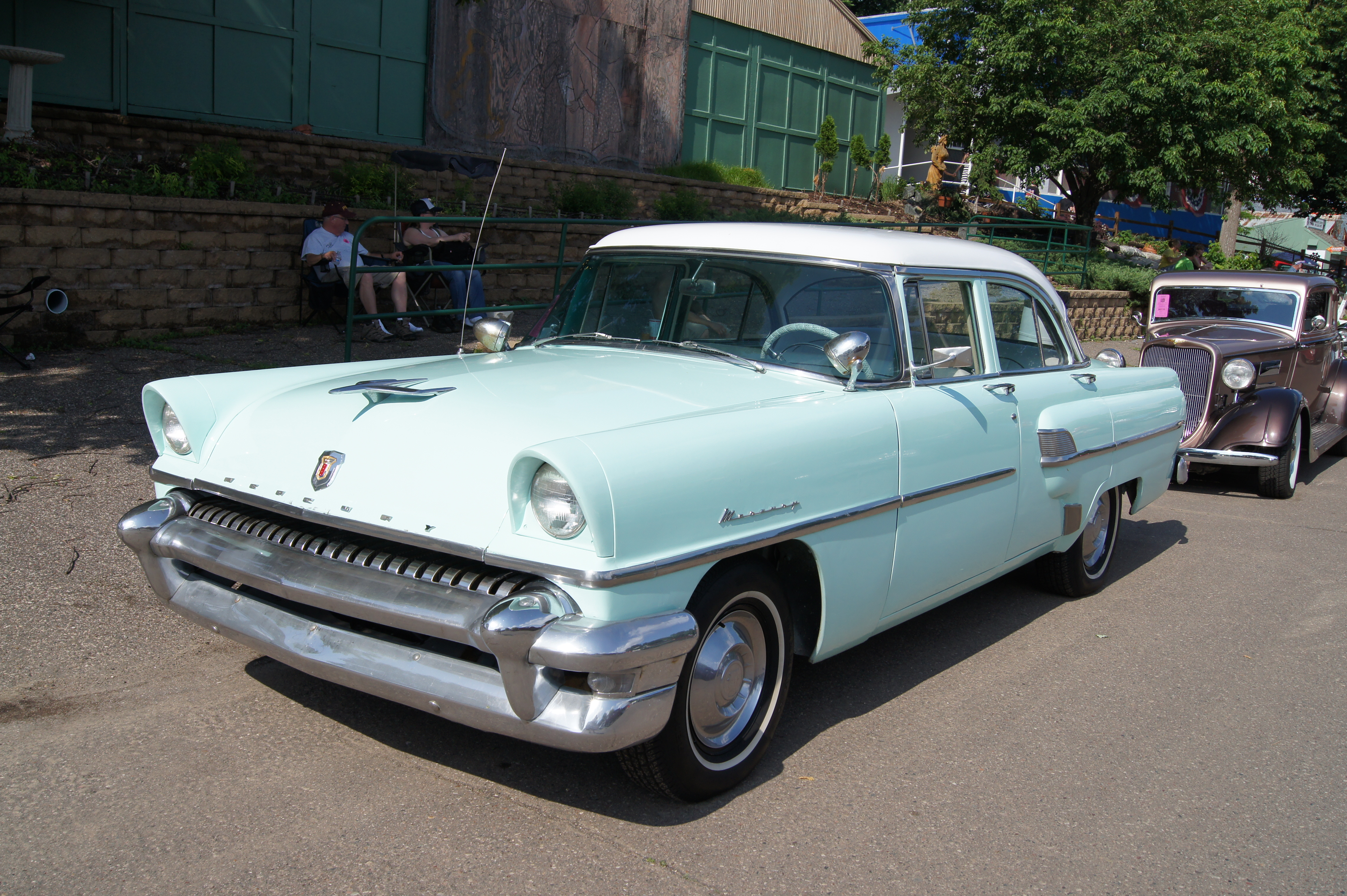
Berline Custom de 1955.
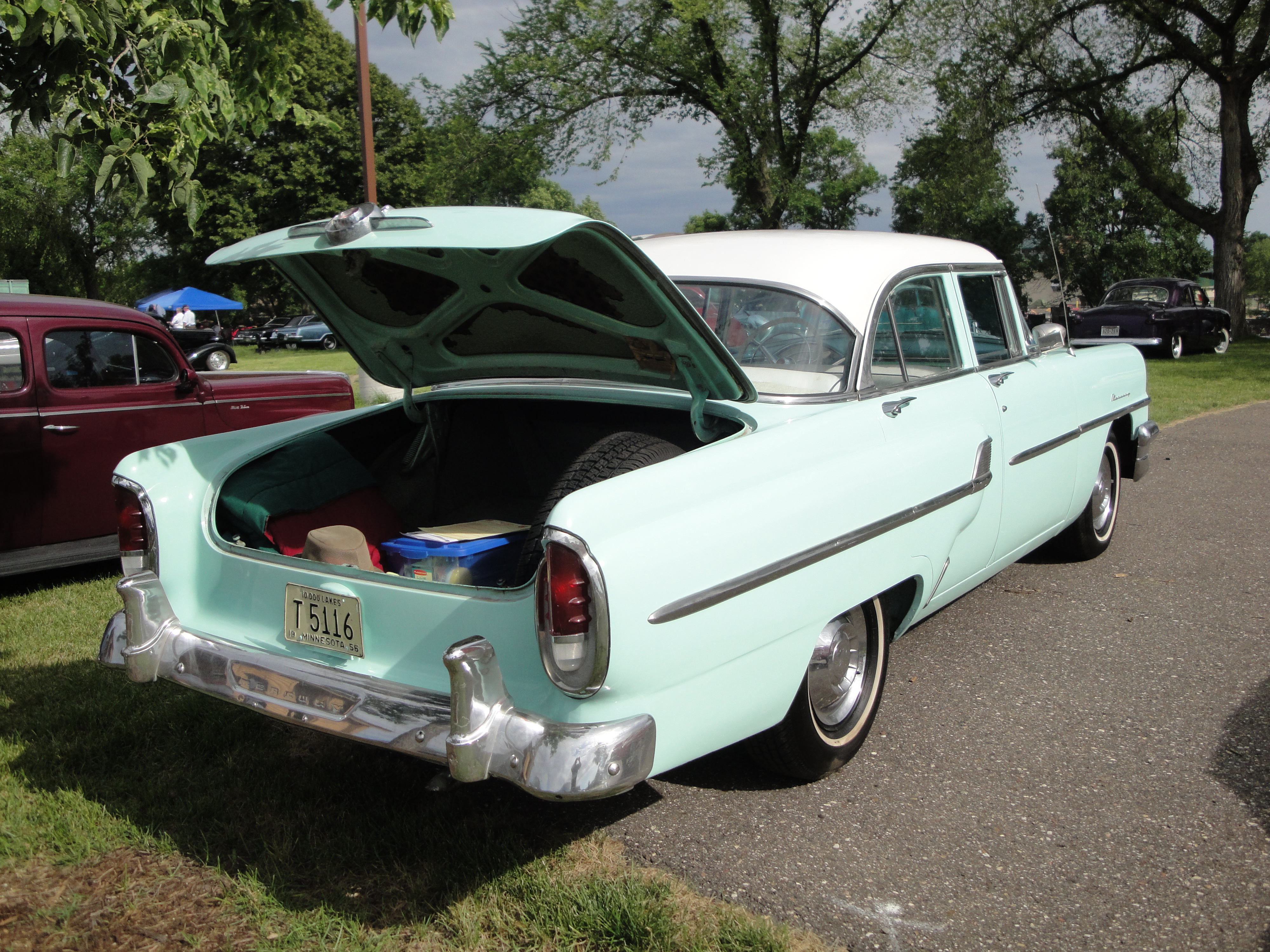
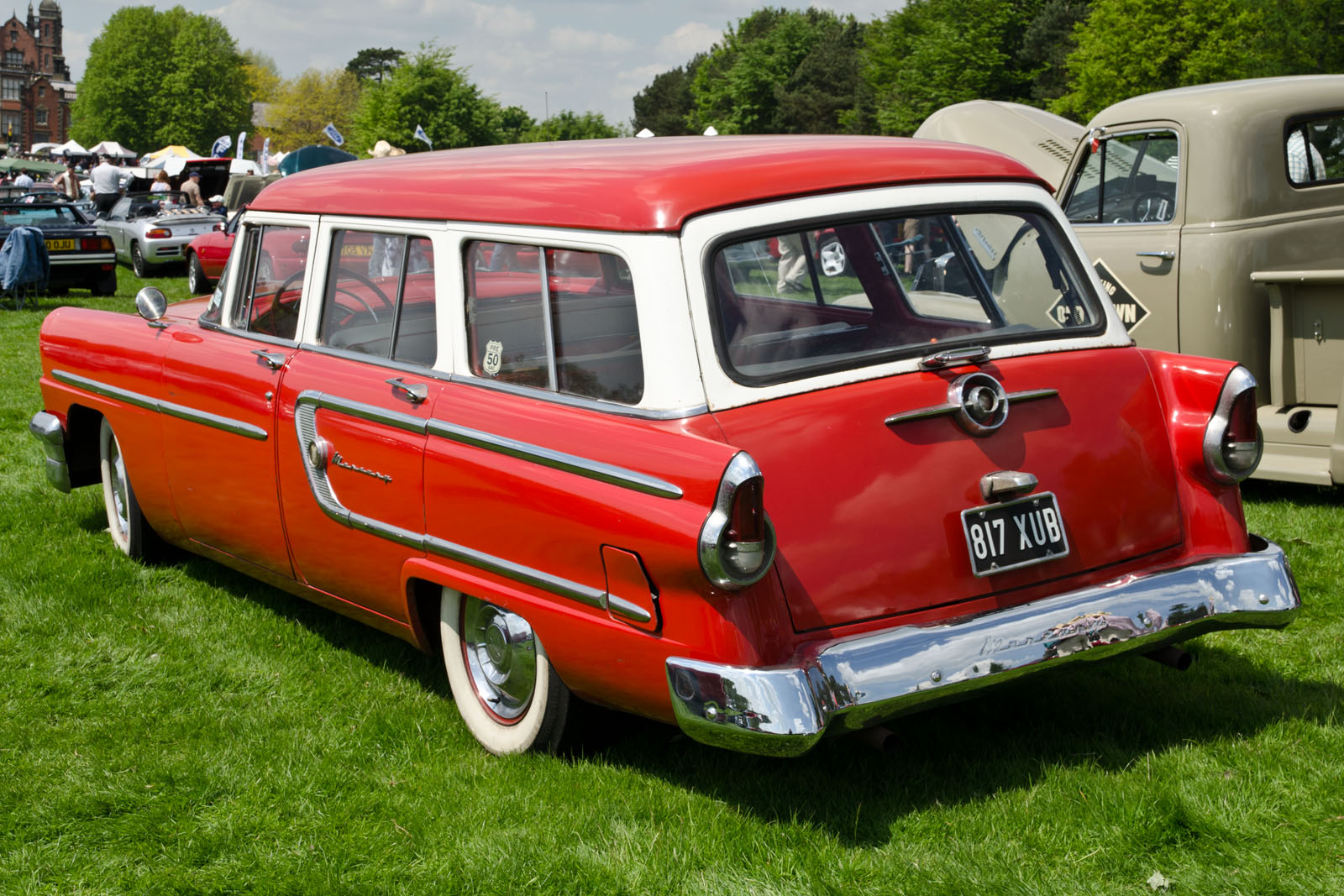
Break Custom, sans imitation bois.
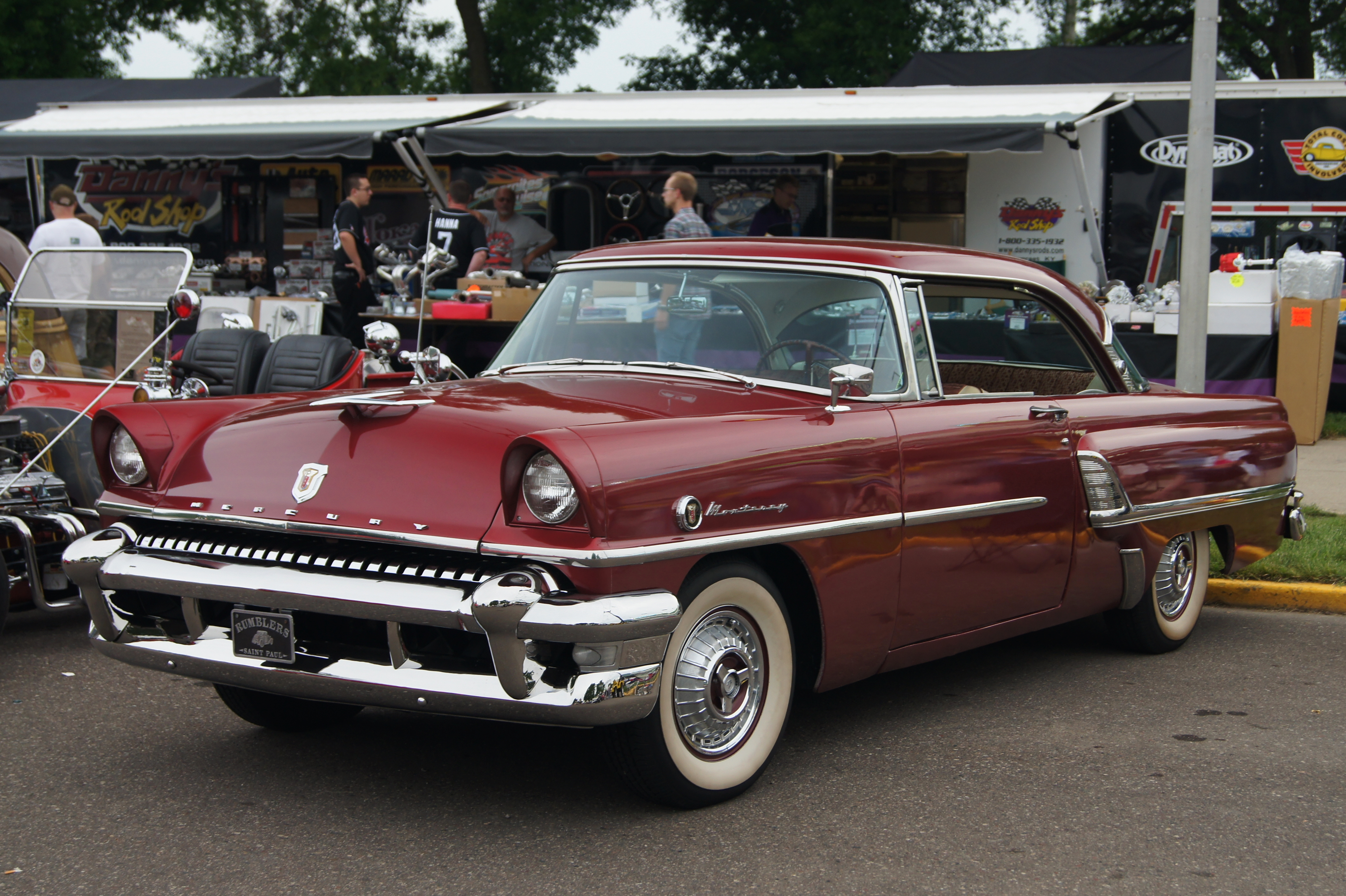
Le coupé Monterey de 1955 est assez proche de la Ford Victoria…

### 1956
En 1956, des berlines et coupés hardtop inspirés des nouvelles Montclair sont proposés dans les gammes Monterey et même Custom. Leur hauteur est inférieure aux autres Monterey et Custom lesquelles restent inchangées dans l'ensemble. La Mercury Medalist est un modèle spécifique à cette année se positionnant encore plus bas que les Custom, d'abord proposé lors du renouvellement (qui a lieu en septembre 1955) comme une simple berline deux portes au traitement simplifié, elle devient une gamme entière avec quatre carrosseries et une peinture bi-ton dès le mois de février. À la même occasion, un deuxième break sans bois surnommé « Commuter » (navetteur) fait son apparition dans la gamme Custom.
Le logo à la proue du capot des Mercury est remplacé par un grand « M » de chrome et les flancs des carrosseries s'ornent d'un trait en « Z » qui délimite souvent la séparation entre deux zones de couleur.

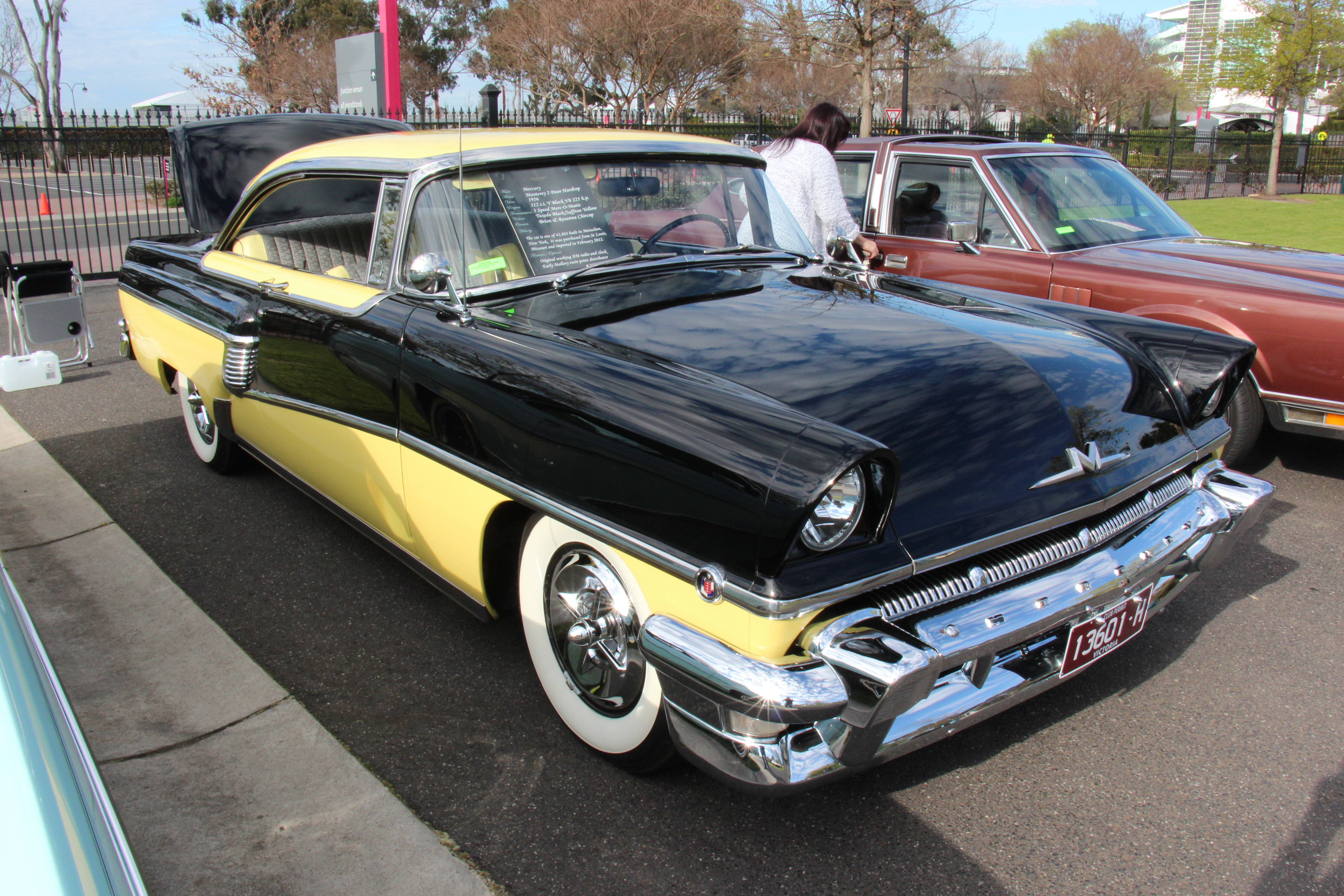
En 1956, tous les coupés sont dérivés des Montclair.
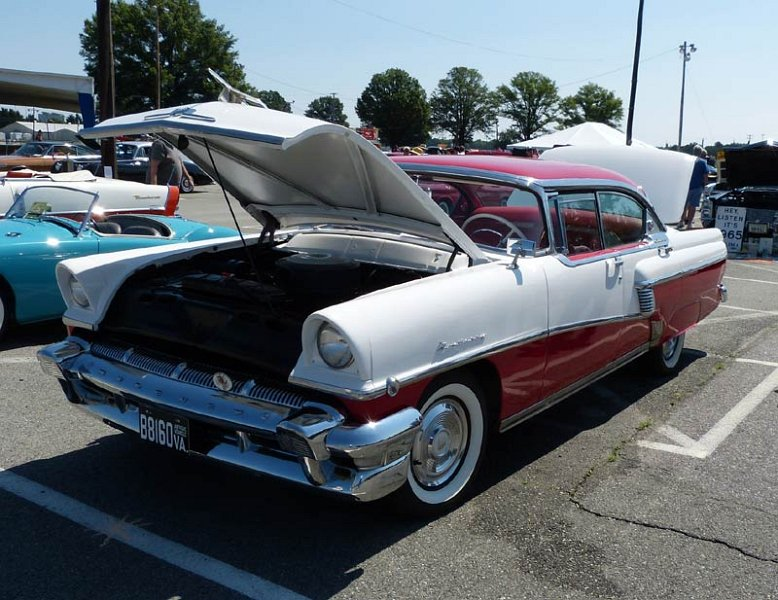
Tout comme les berlines hardtop quatre portes.
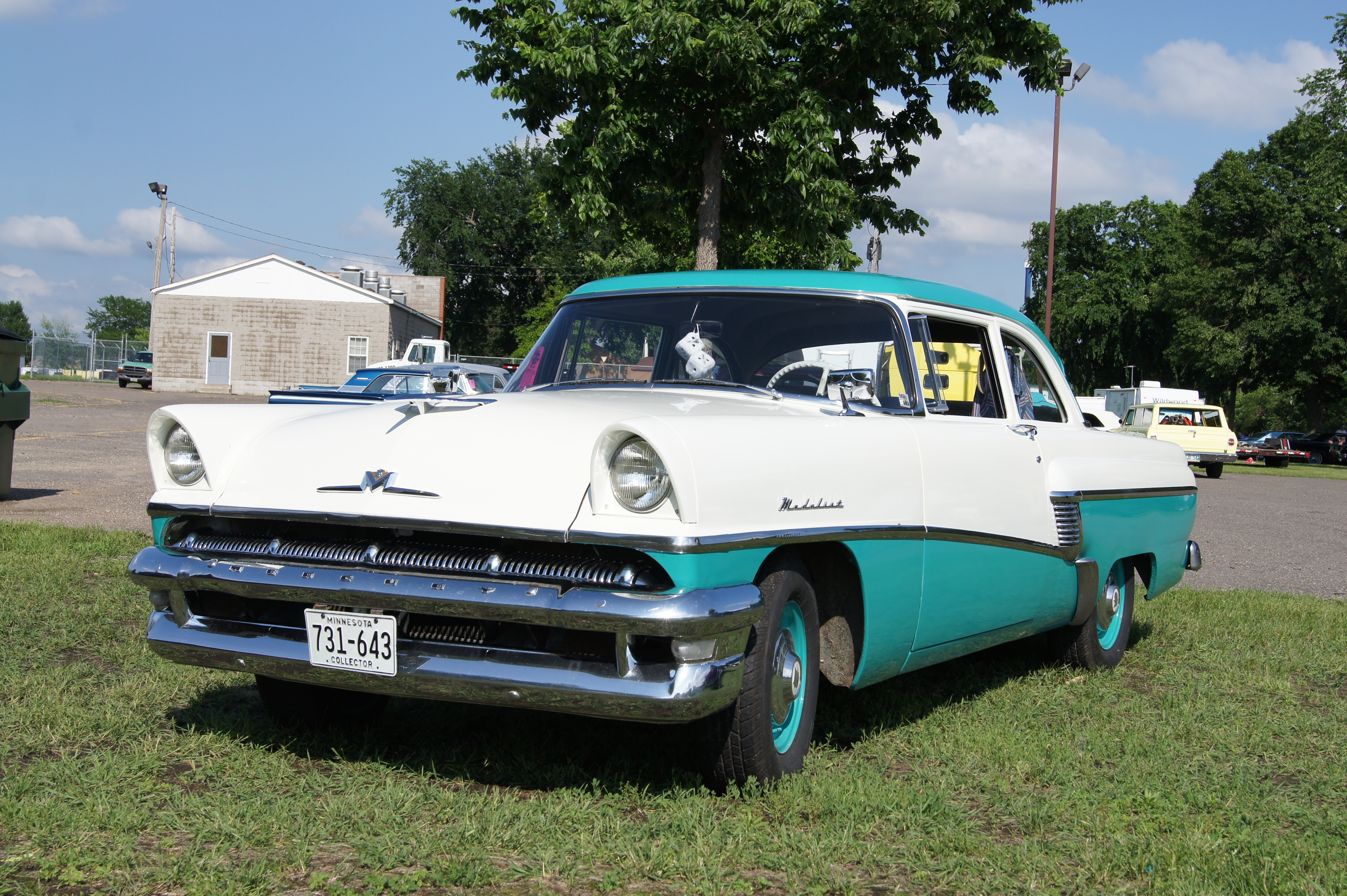
Medalist berline deux portes.
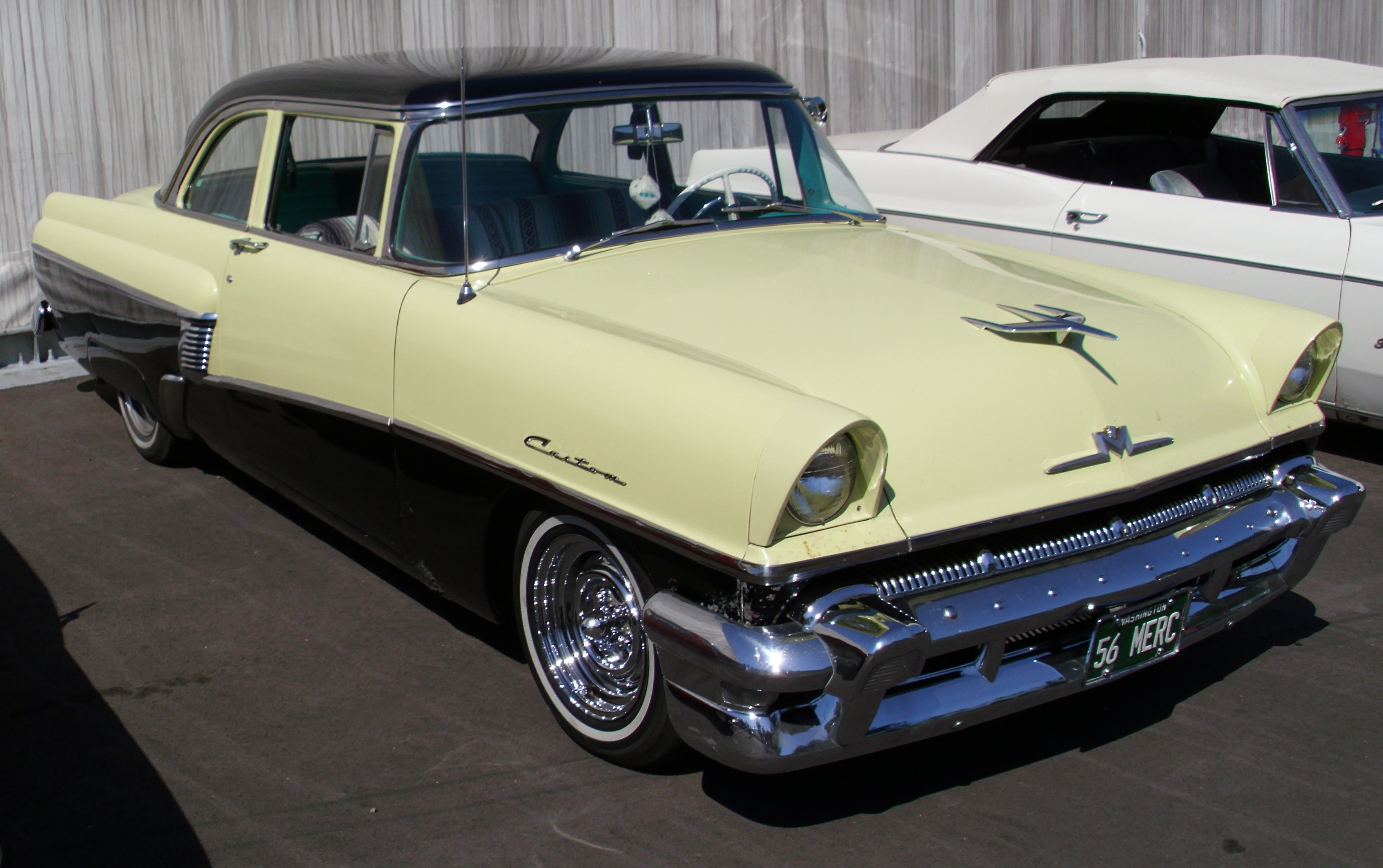
Son équivalent Custom s'en distingue par ses montants de pare-chocs.
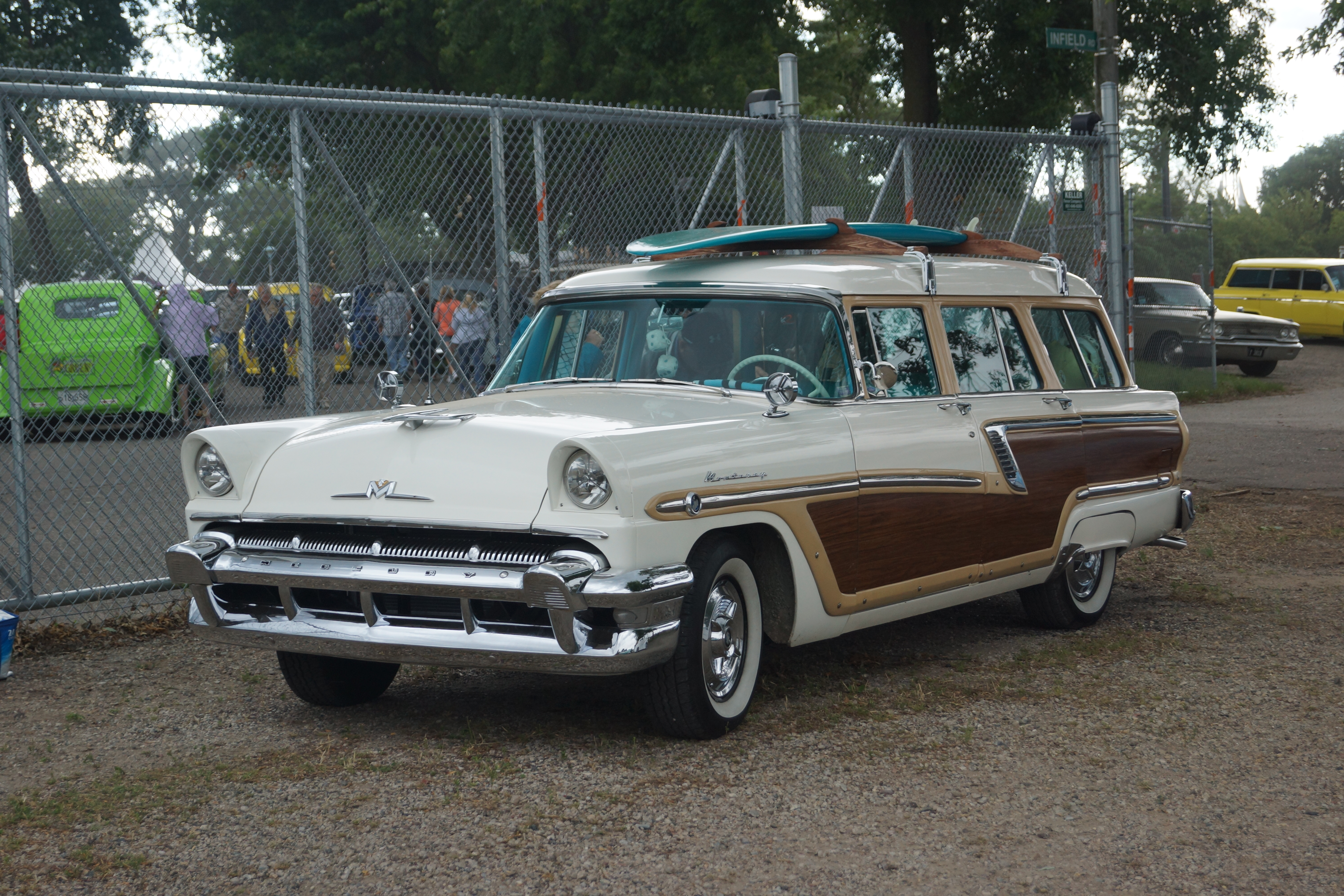
Break woody Monterey.

## 1957-1958
La gamme Mercury est remaniée : les modèles en dessous de la Monterey disparaissant et l’exubérante Mercury Turnpike Cruiser étant créée au-dessus de la Montclair (elle sera classée comme une version de la Montclair en 1958 avant de disparaître). Malgré cette descente en gamme, les Montereys conservent les types de carrosserie plus prestigieux (hardtops 2 et 4 portes ainsi que cabriolet) ainsi qu'une motorisation commune aux Montclairs : un V8 de 265 ch avec en option le "Y block" d'origine Lincoln des Turnpike Cruisers (290 ch). Une option rare en principe réservée aux Monterey (M-335) était un moteur modifié pour atteindre 335 ch avec quatre carburateurs, des pistons modifiés, un taux de compression porté à 10.0, un système de ventilation et de valves "heavy duty" et une transmission manuelle, rendant possible la participation aux compétitions Nascar.
Ford, Mercury et Lincoln ont remanié leurs automobiles en 1957, créant des carrosseries bien plus larges et longues mais aussi plus basses que celles produites auparavant. Autre changement majeur, les breaks ont désormais leur propre nom de gamme : Commuter, Voyager et Colony Park (tous hardtop). La Commuter (2 et 4 portes) correspond au niveau de gamme alors occupé par la Monterey.

En 1958, face à des ventes en recul par rapport aux espérances, les Mercury sont redessinées avec des traits plus épurés et la Mercury Park Lane se substitue à la baroque Turnpike Cruiser comme produit phare. L'année-modèle 1958 sera également celle où est lancée la marque Edsel qui, censée se positionner comme une marque intermédiaire très innovante entre Ford et Mercury sera un retentissant échec commercial.

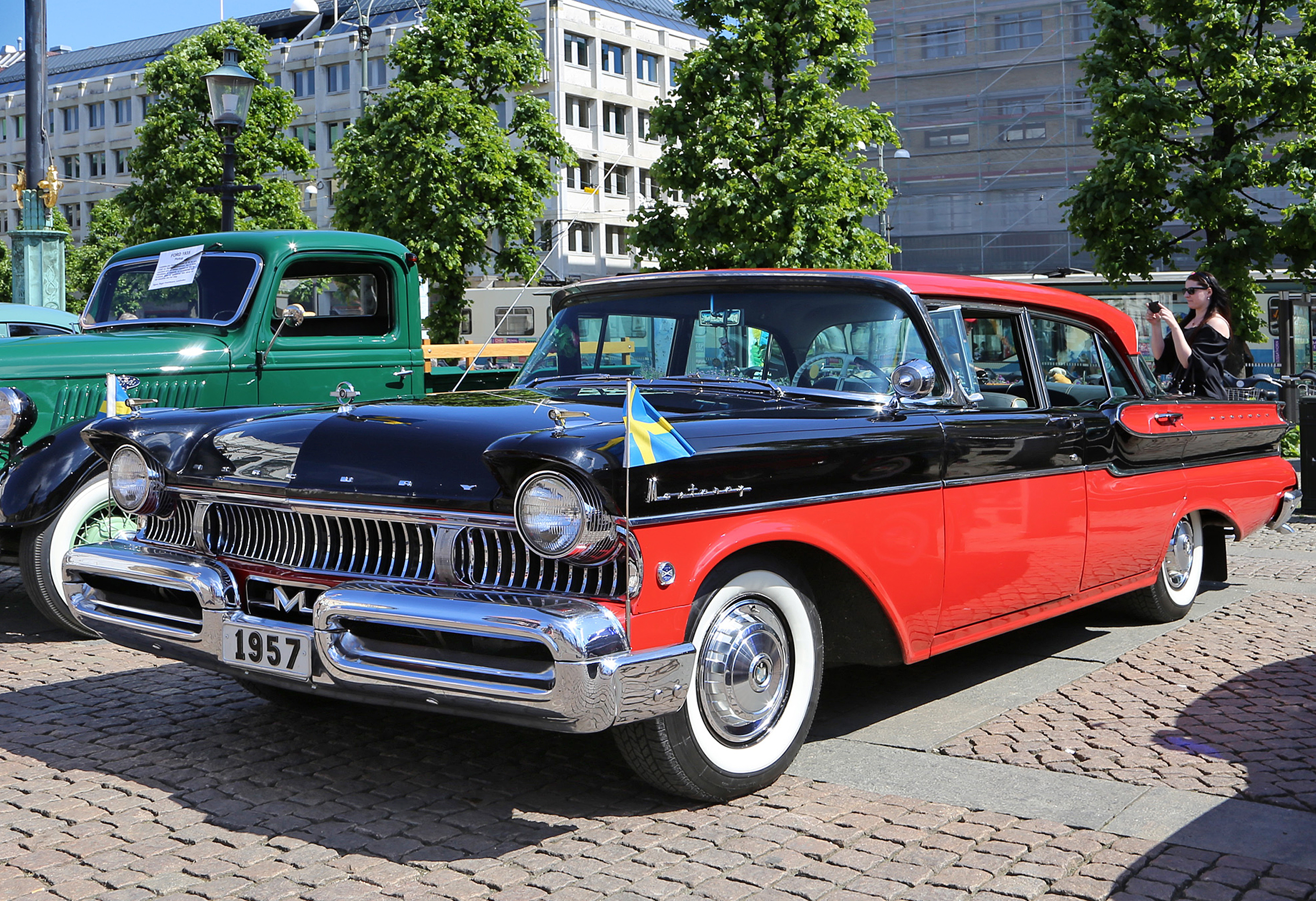
Berline Monterey de 1957.
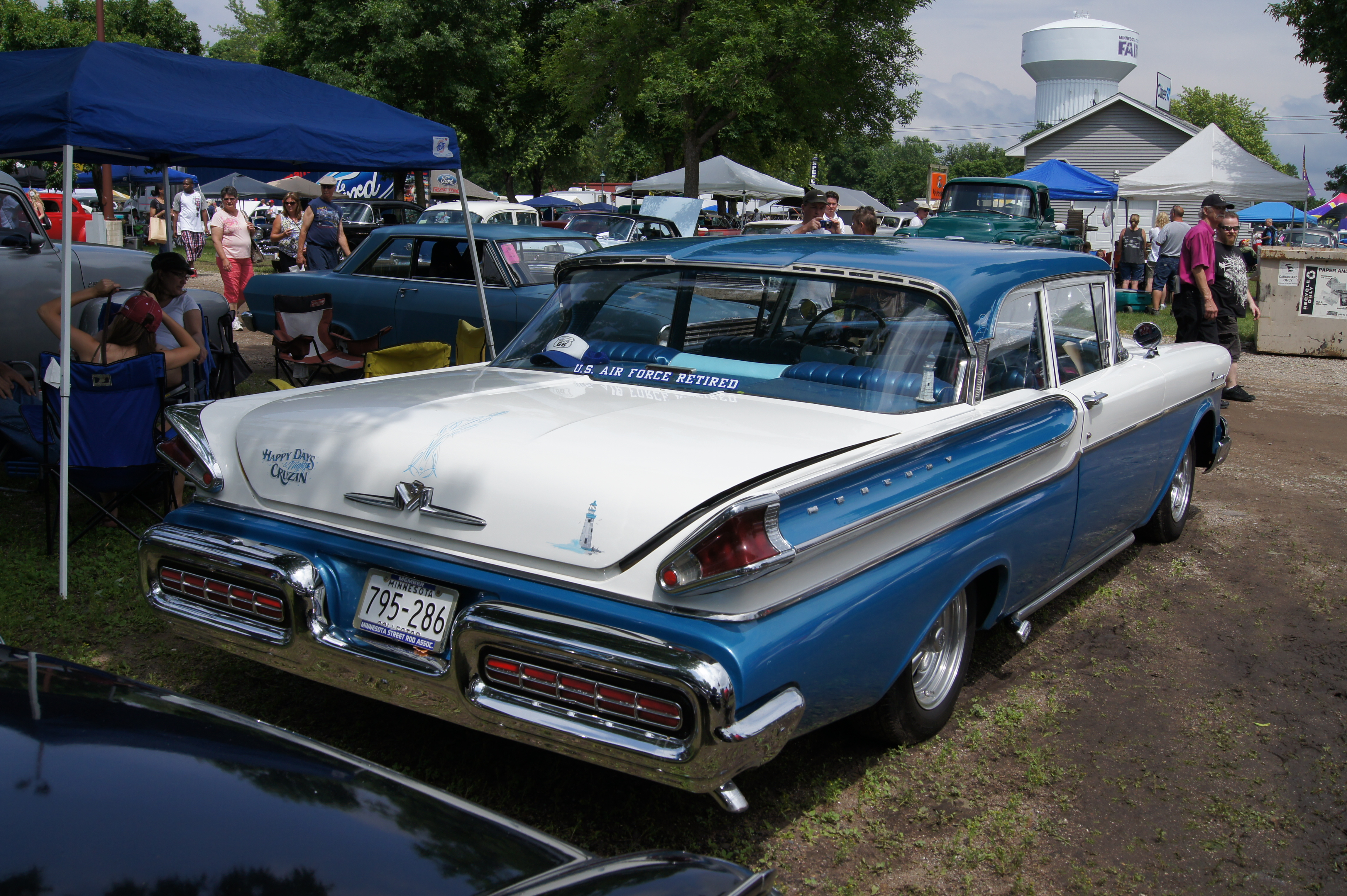
Berline deux portes.
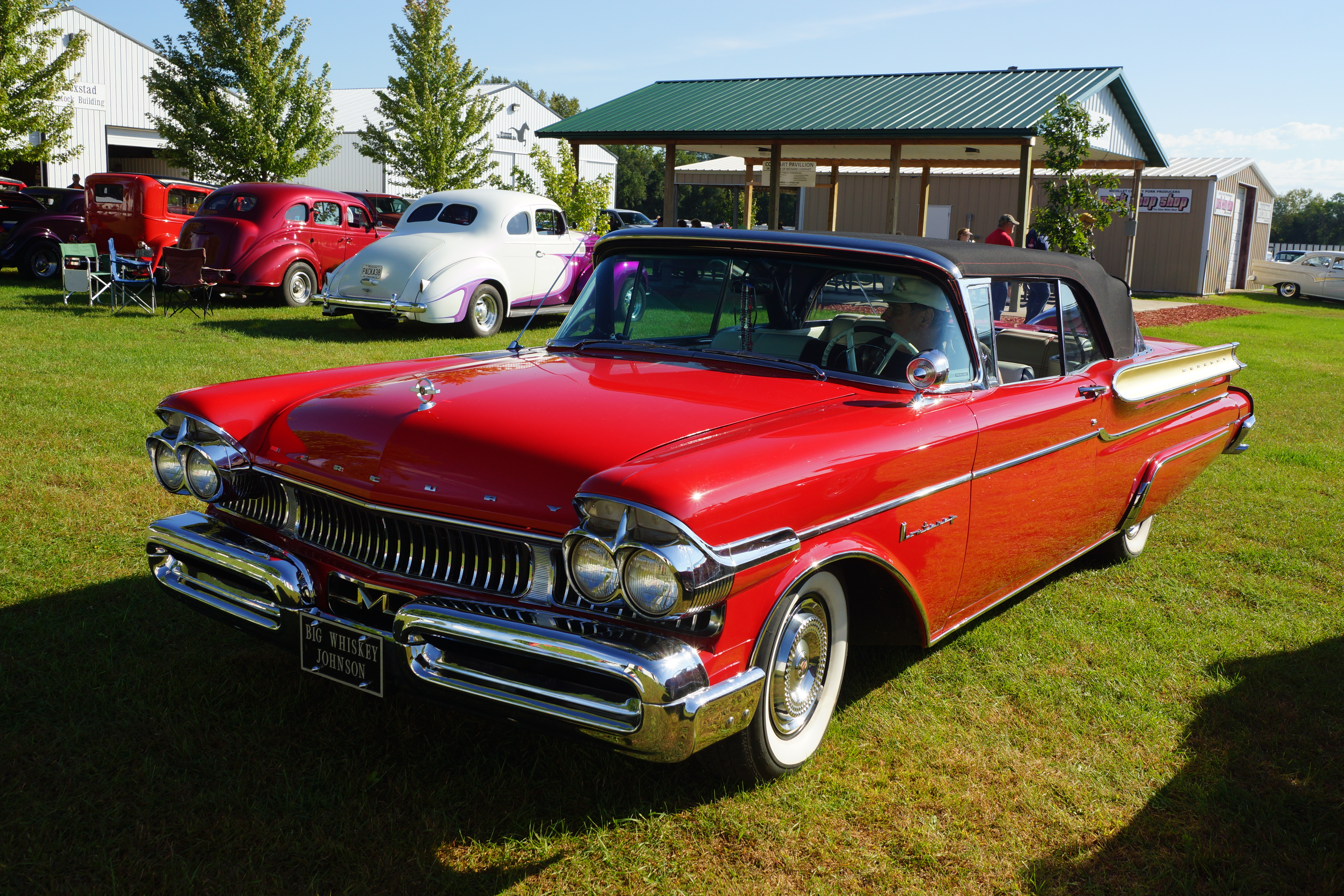
Cabriolet de 1957.
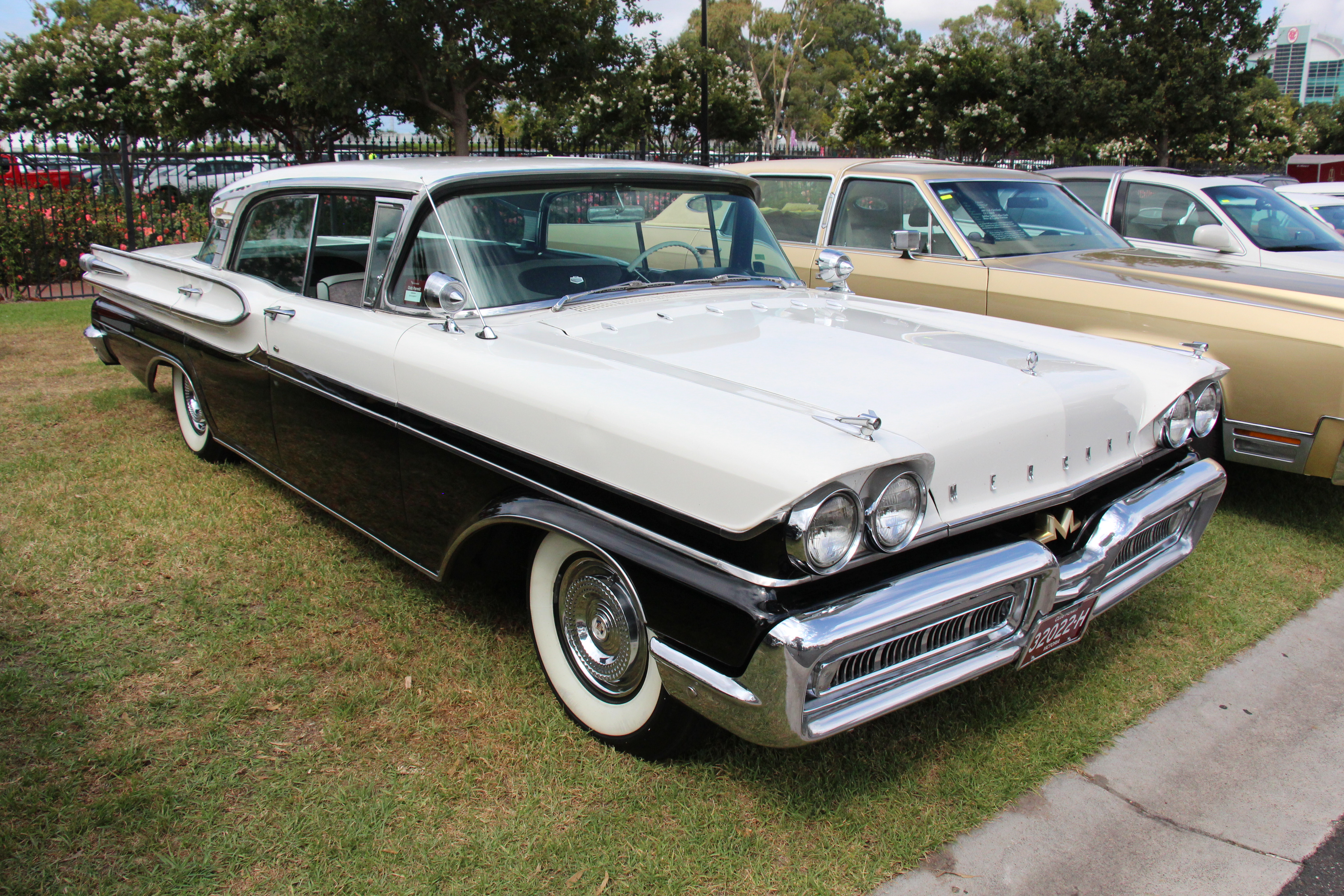
Berline hardtop de 1958.
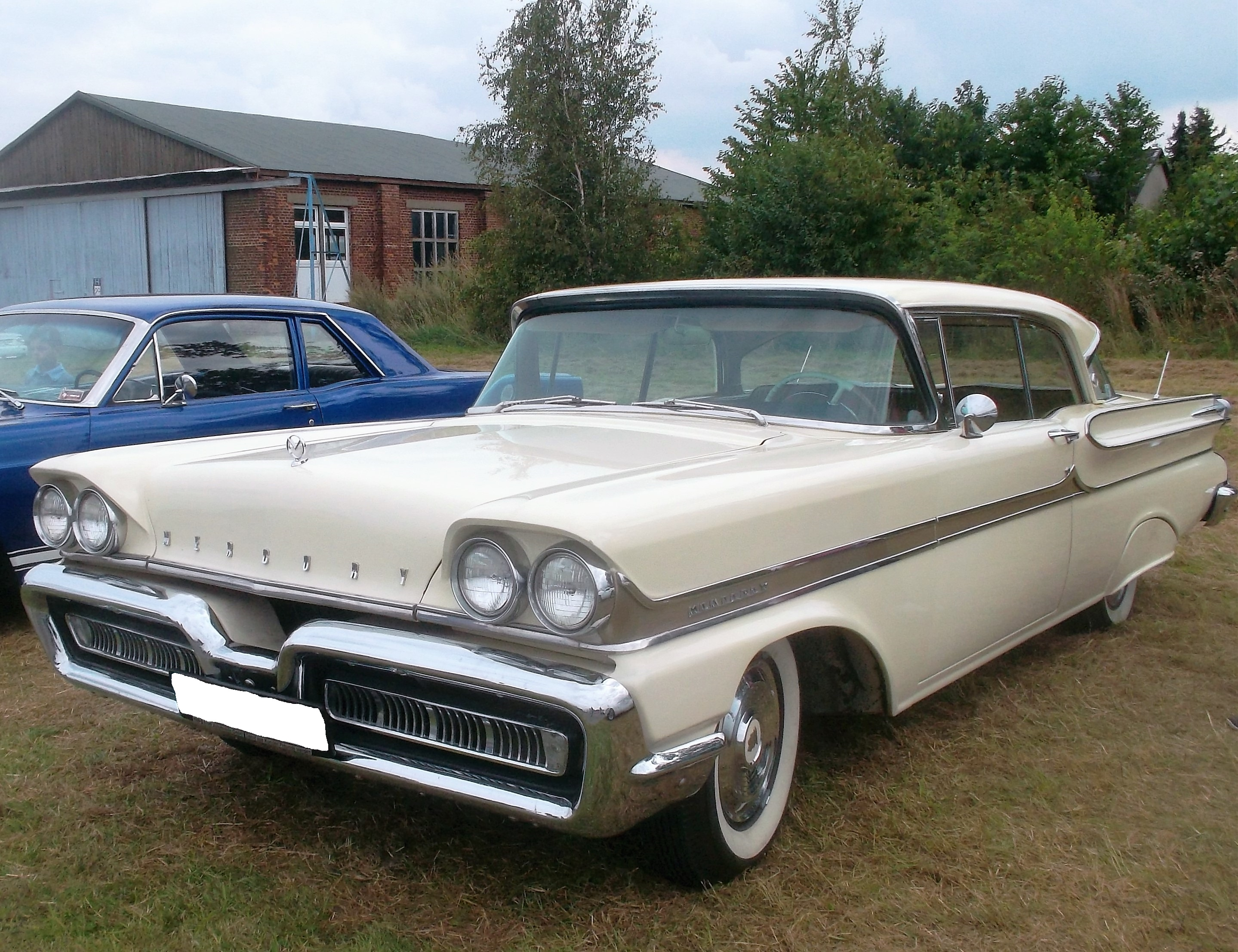
Hardtop deux portes.

## 1959-1960

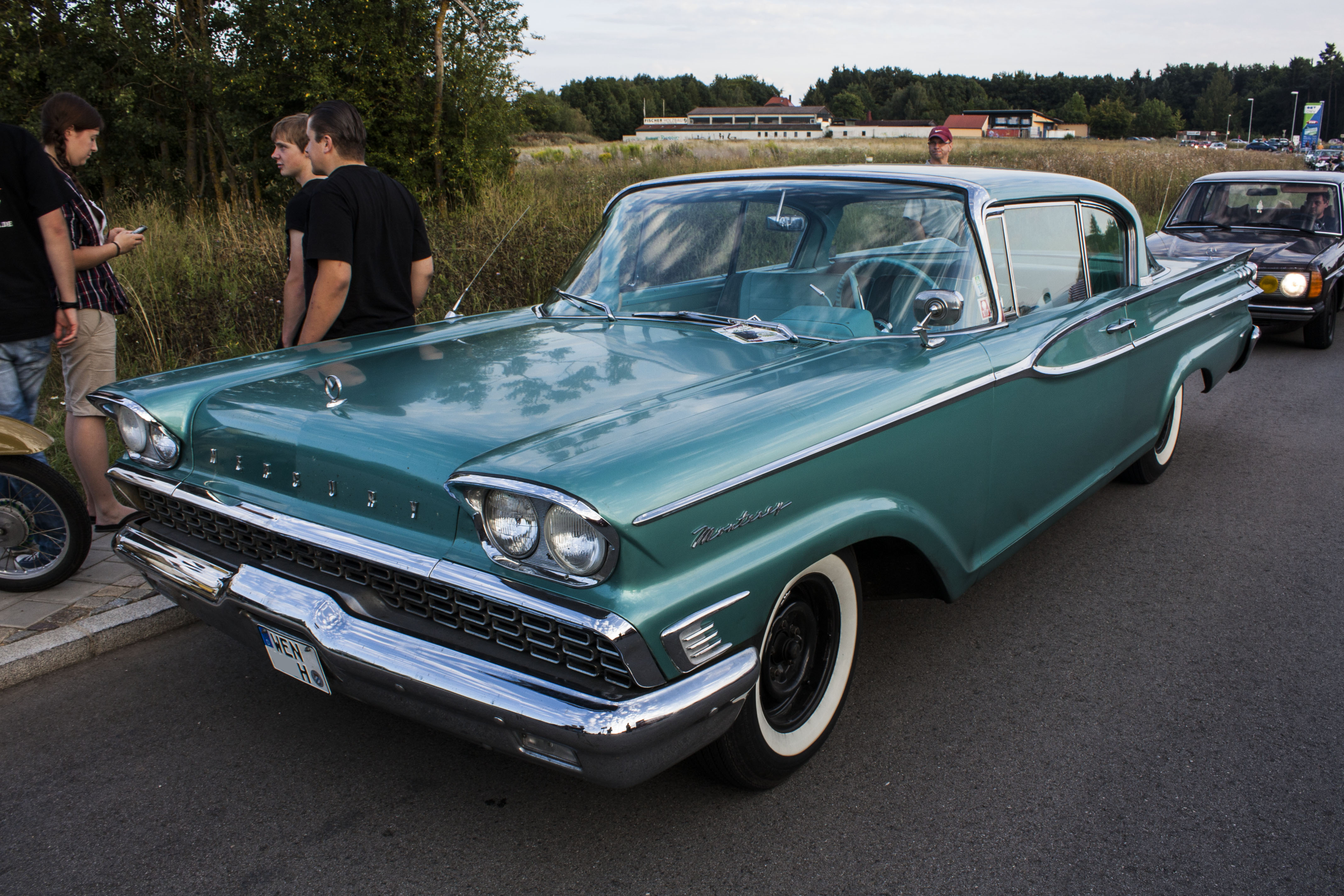
Hardtop deux portes de 1959.
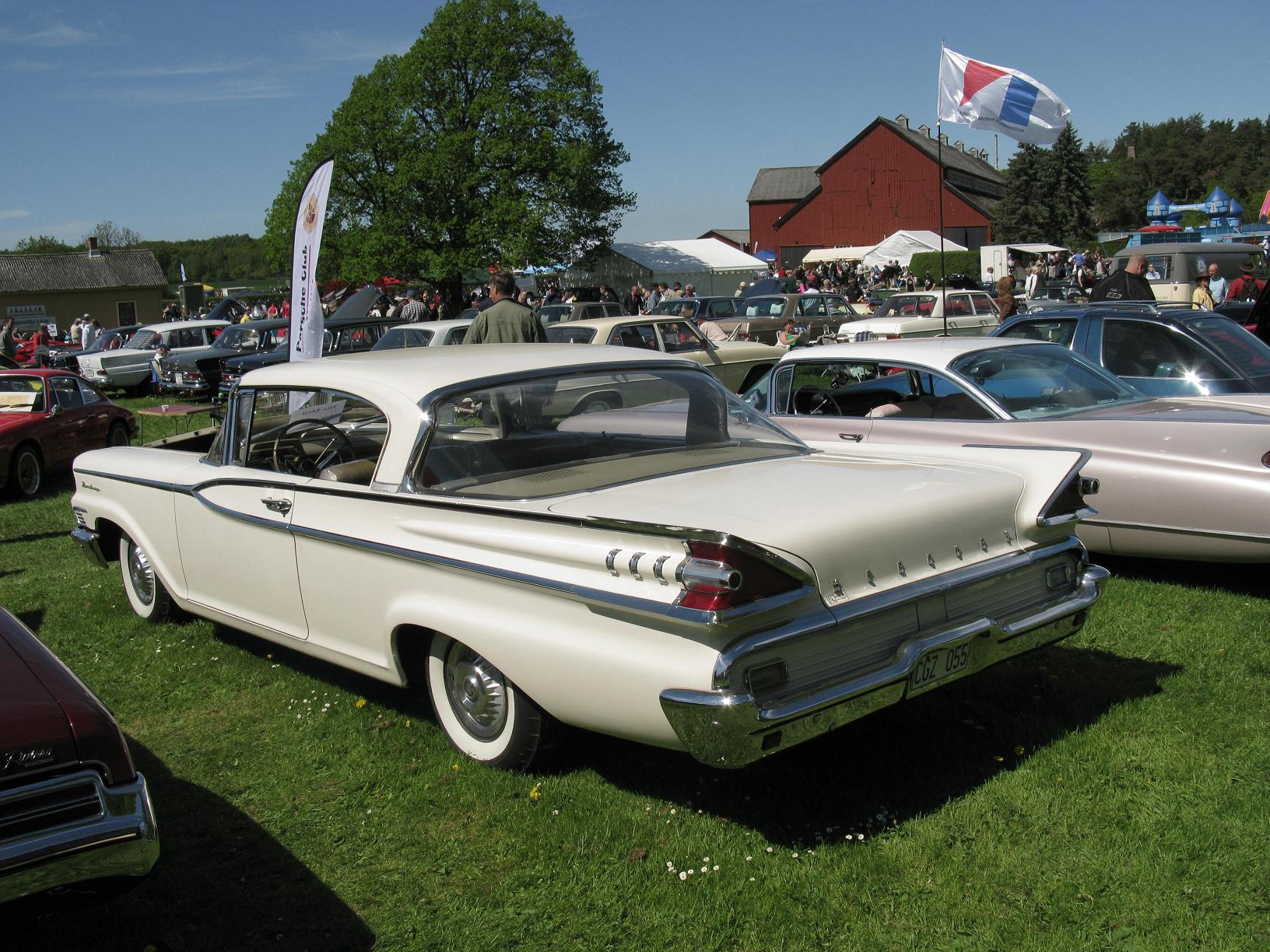
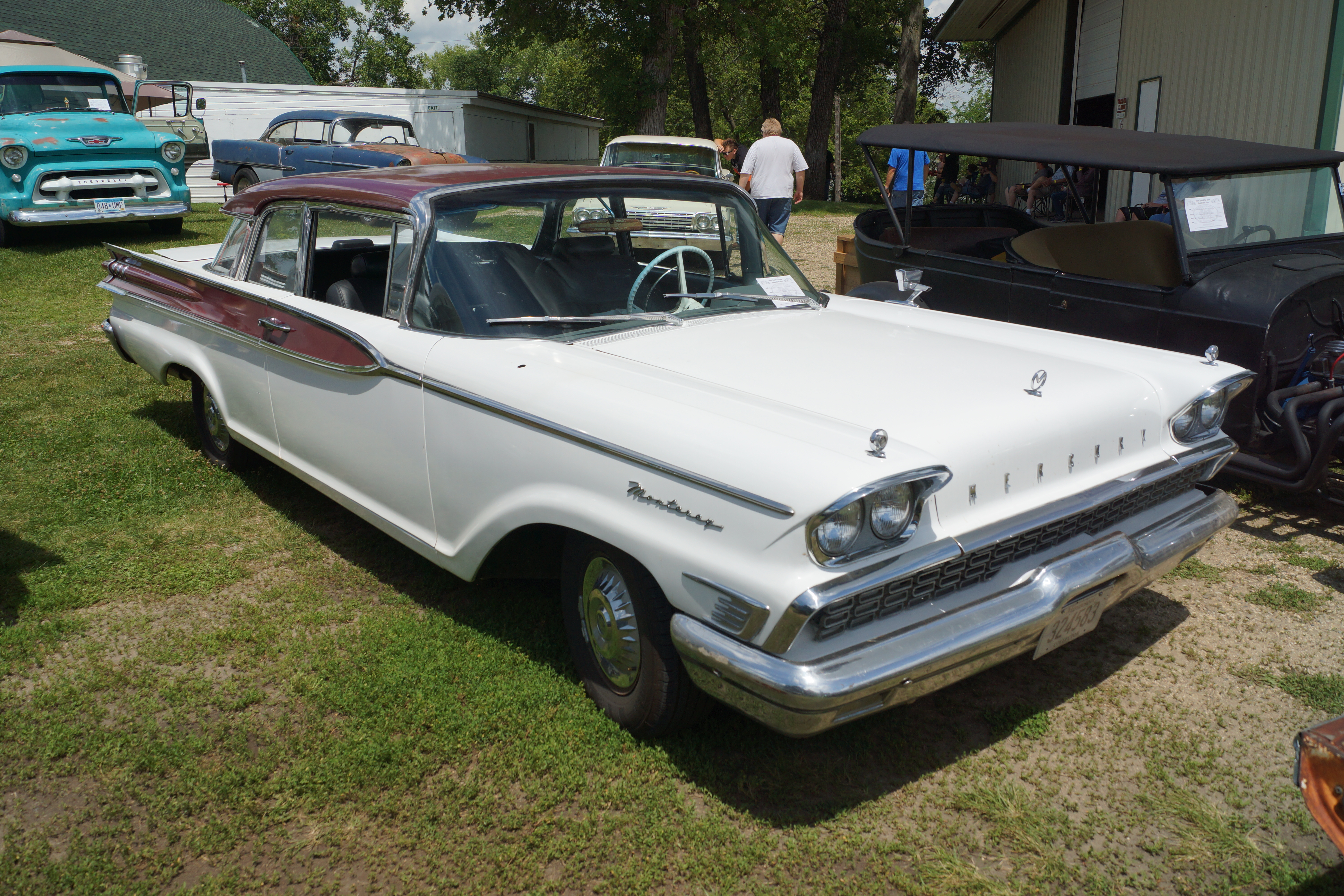
Berline deux portes.
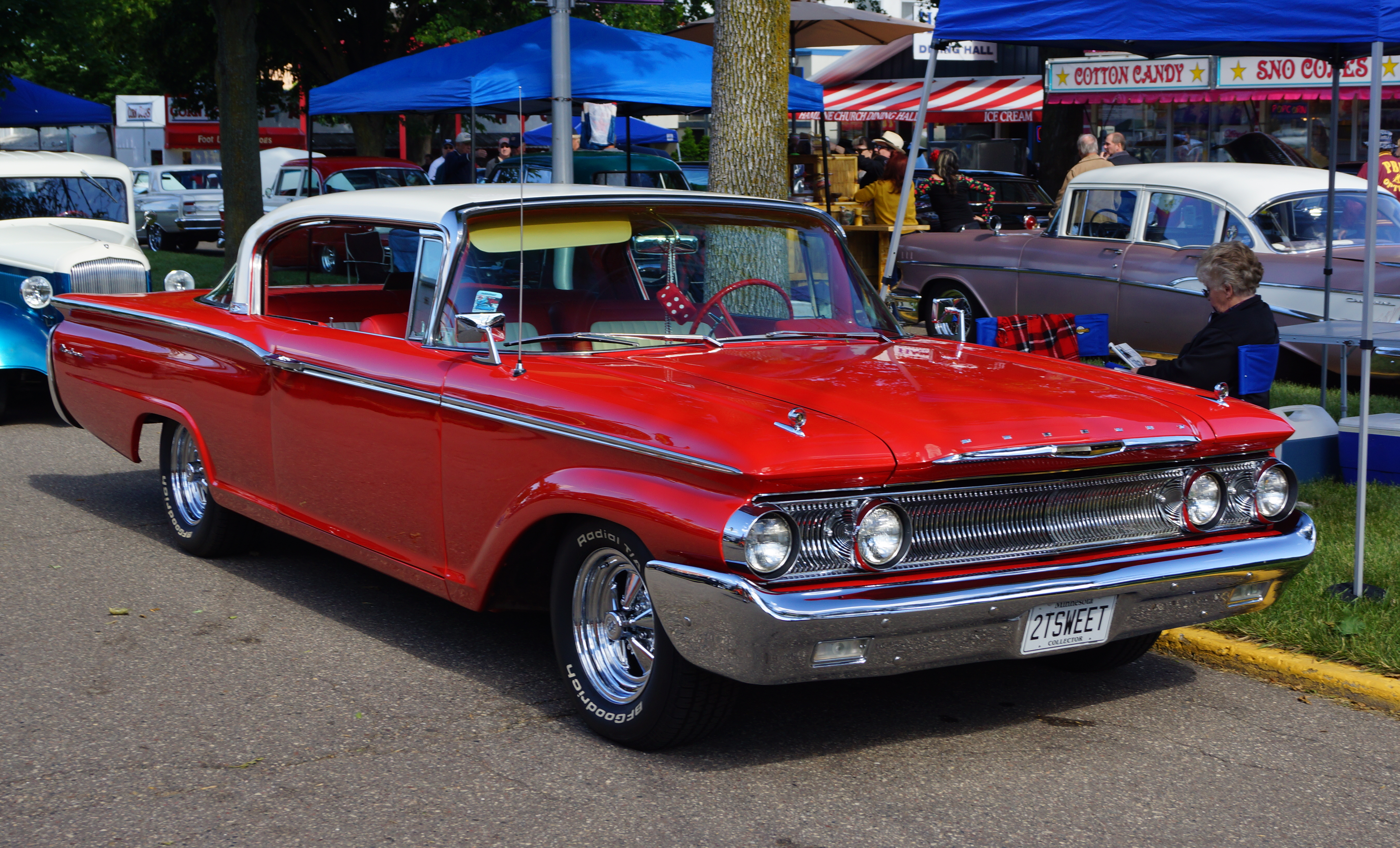
Coupé hardtop de 1960.
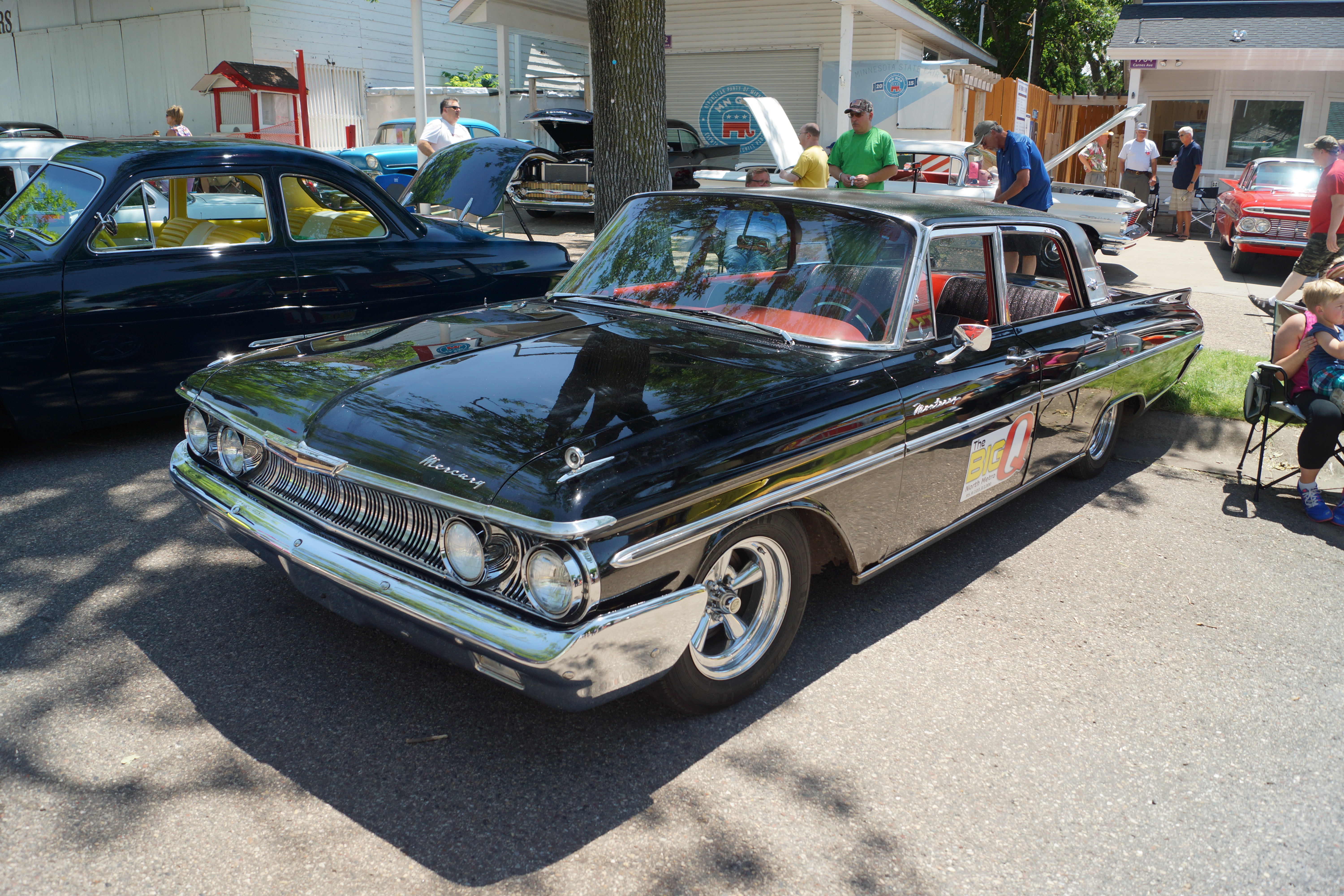
Berline 4 portes.

## Au Canada

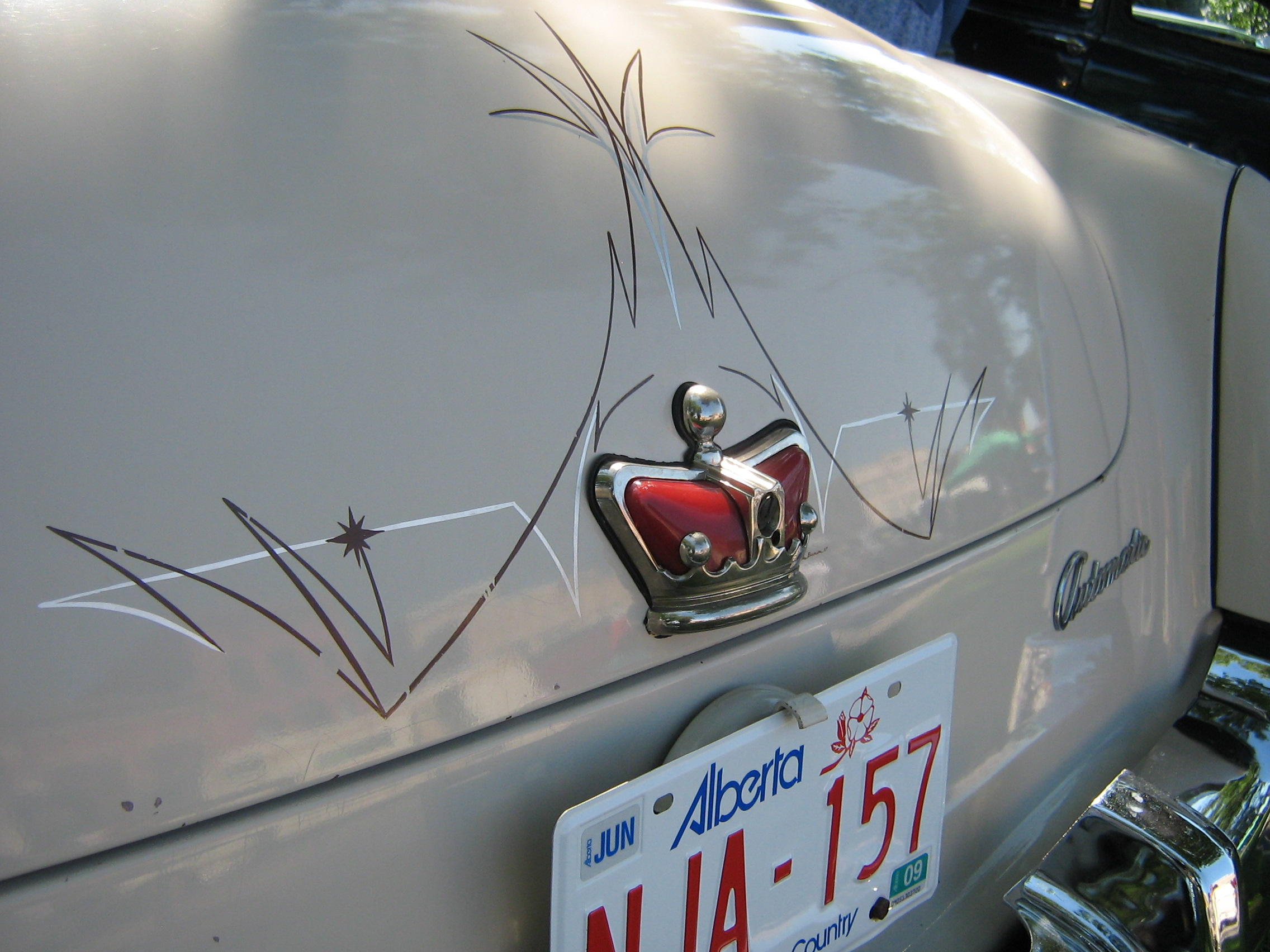
Logo "Monarch" sur le coffre d'une Custom de 1953.

De 1946 à 1961 (avec une interruption en 1958), les concessionnaires Ford canadiens vendaient une marque d'automobiles créées spécifiquement pour le Canada, les Monarch. Cette marque leur permettait de disposer d'automobiles plus luxueuses pour lesquelles existait une demande dans les localités rurales ne disposant pas d'un garage Lincoln/Mercury. Les Monarch étaient directement basées sur les Mercury contemporaines avec des décorations et accessoires spécifiques ; en parallèle, les concessionnaires Lincoln/Mercury proposaient des utilitaires Mercury (n'existant pas aux USA) et, de 1949 à 1976, des automobiles de la marque Meteor, reprenant les carrosseries et la motorisation des automobiles Ford avec une calandre et des logos distincts.
La Mercury Monterey a donné naissance aux Monarch Monterey (1952-1953) puis Monarch Lucerne (1954-1959). La Custom (1952-1955) était une version plus dépouillée dérivée des Mercury Custom même après leur disparition aux USA et la Richelieu (1955-1961) un modèle dérivé des Mercury Montclair. En 1961, il n'y a plus de Montclair, la Richelieu sera donc inspirée des Monterey avant de disparaître à son tour.

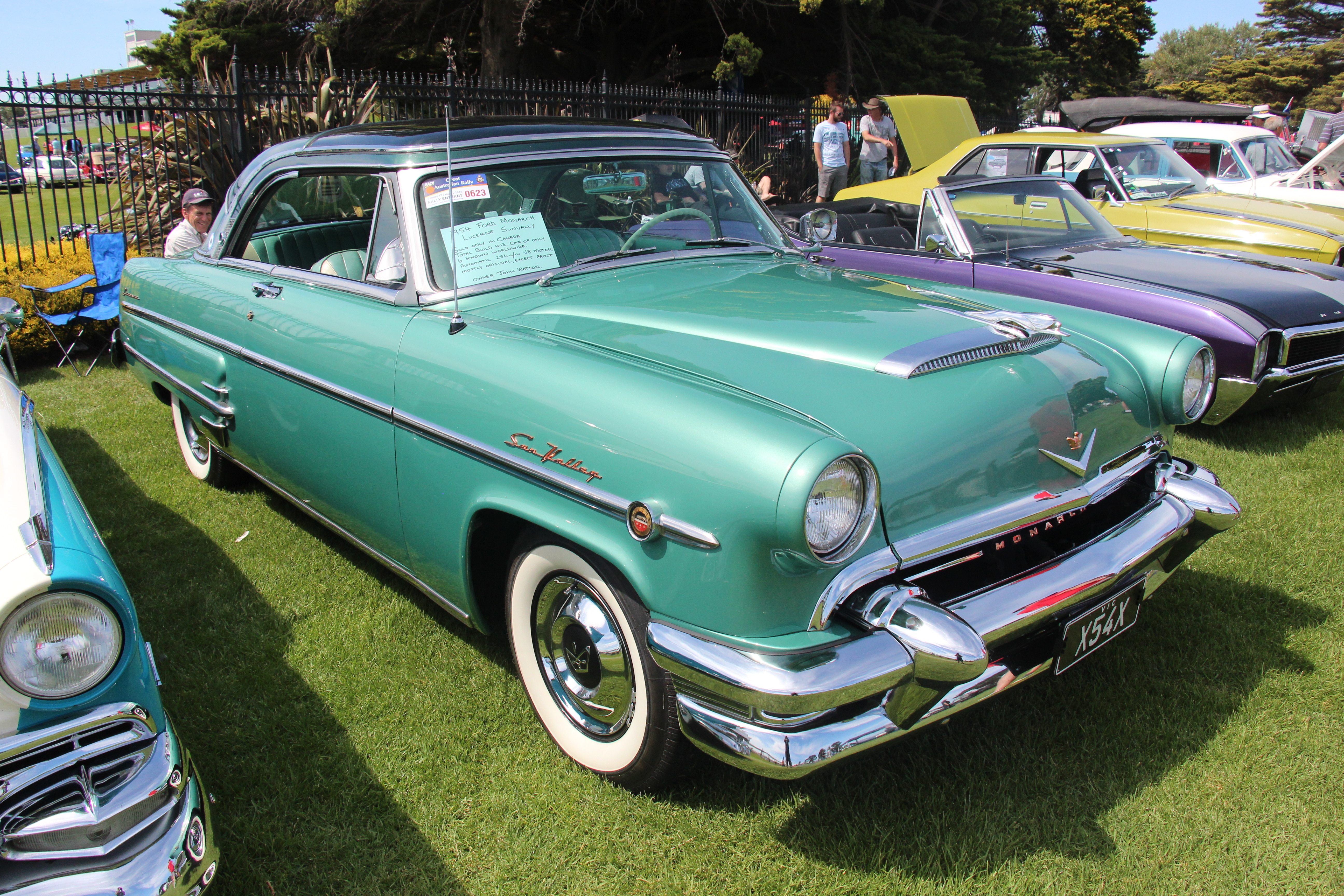
Monarch Lucerne de 1954 en version hardtop "Sun Valley".
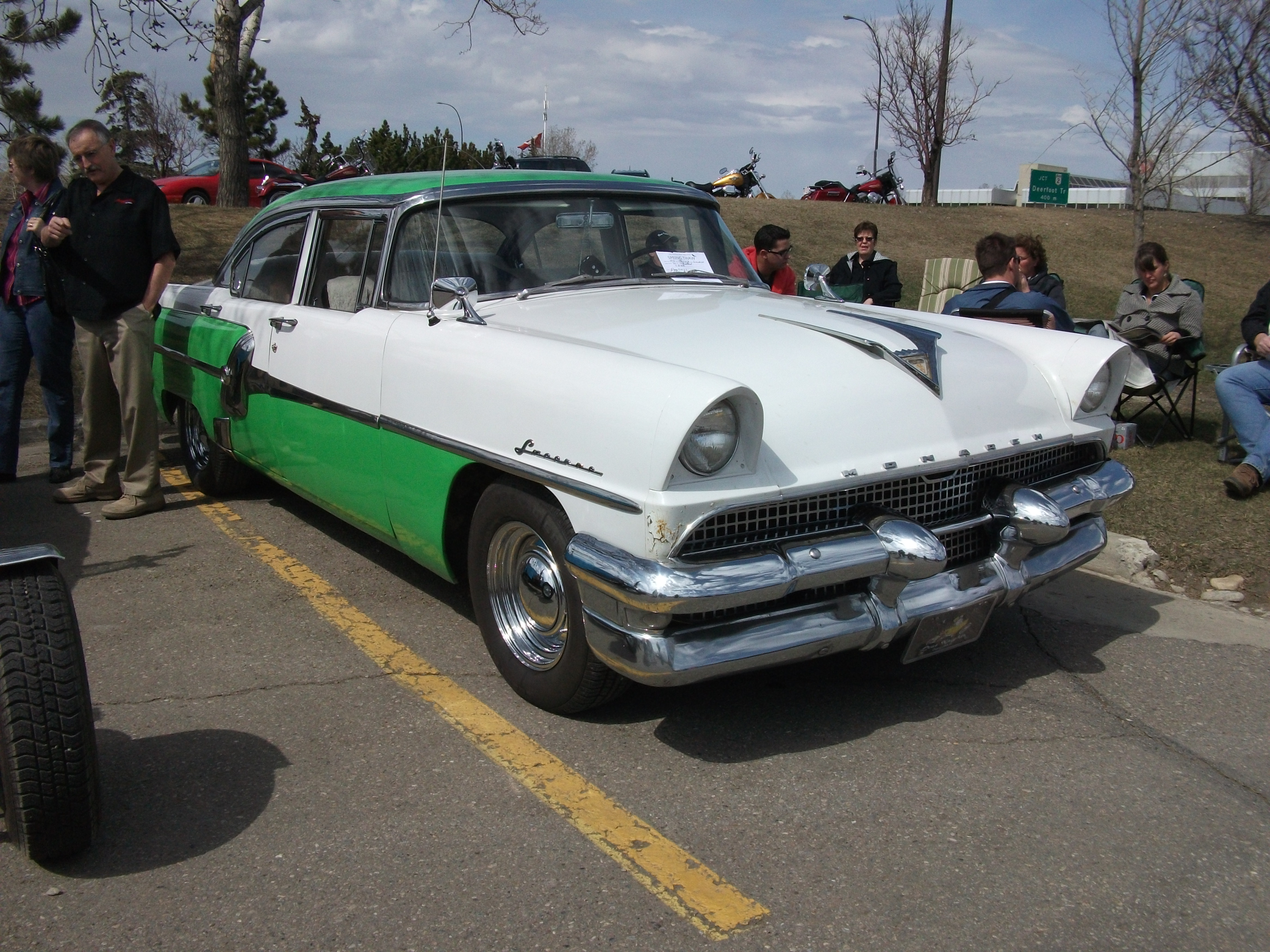
Lucerne hardtop de 1956.
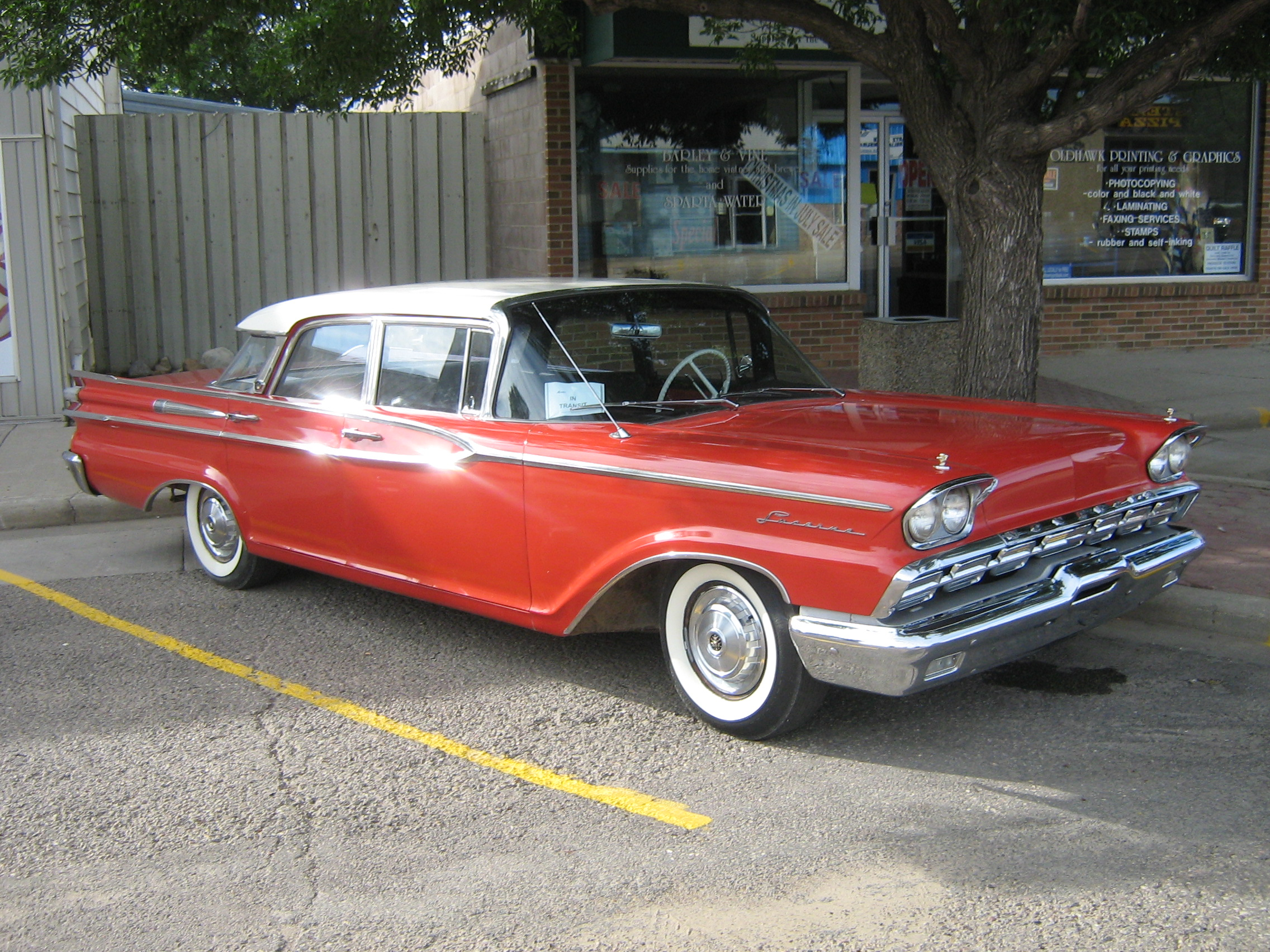
Lucerne de 1959.
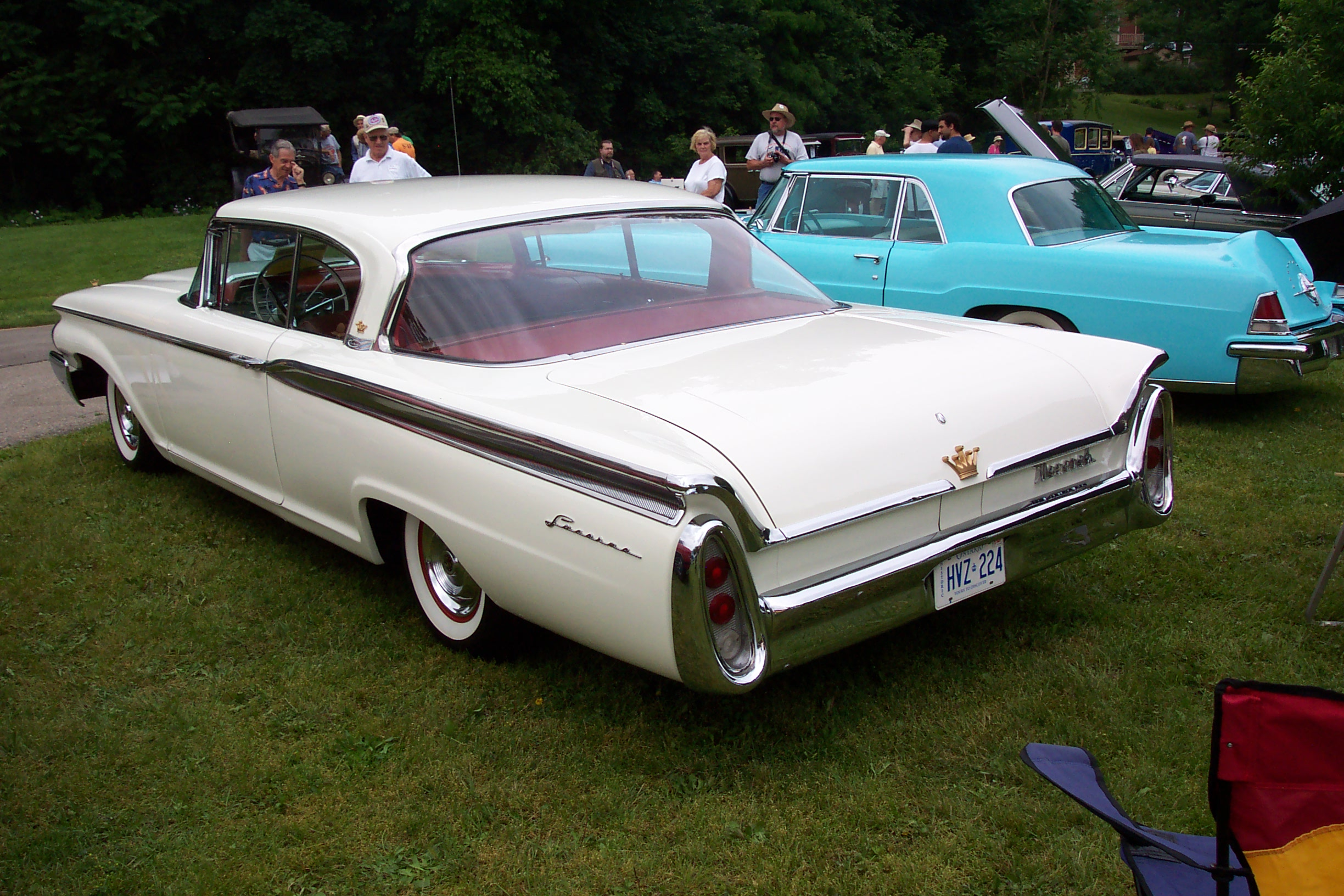
Coupé de 1960.
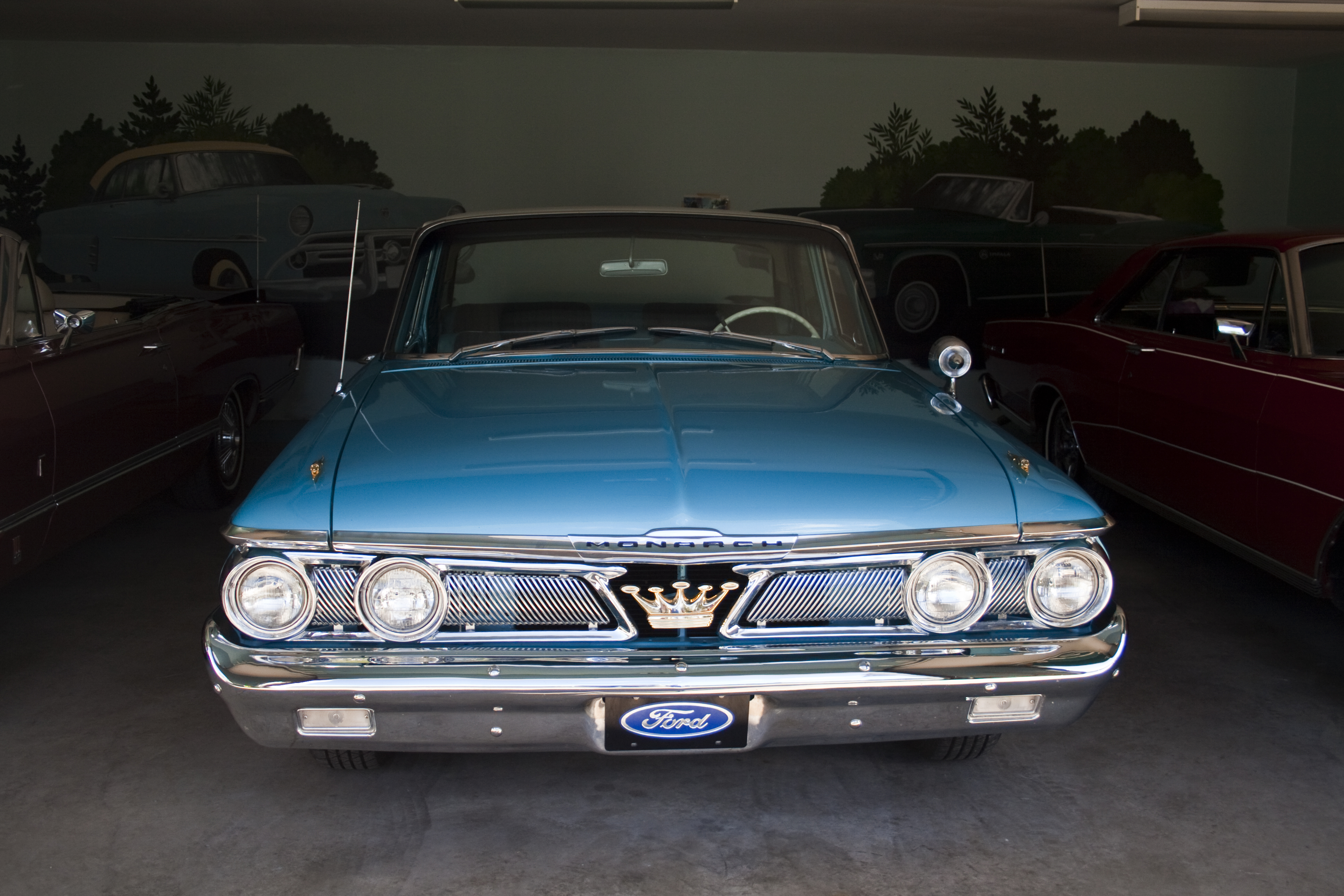
Monarch Richelieu de 1961.